# Städtisches Stadion an der Grünwalder Straße
Das Städtische Stadion an der Grünwalder Straße (kurz: Grünwalder Stadion oder nur Grünwalder, im Volksmund immer noch Sechzgerstadion oder nur Sechzger, früher auch Sechzgerplatz; nach der Lage auch Giesings Höhen) ist das drittgrößte Fußballstadion Münchens. Es liegt im Stadtbezirk Untergiesing-Harlaching, unmittelbar am Mittleren Ring. 1911 wurde es durch den damaligen TV 1860 München errichtet und in den 1920er Jahren ausgebaut. 1937 musste 1860 München das Stadion an die Stadt verkaufen, die es später nach Zerstörungen im Zweiten Weltkrieg wieder aufbauen ließ.
1948 wurde mit rund 58.200 Personen im Stadion der Zuschauerrekord aufgestellt. Bis zur Einweihung des Olympiastadions 1972 war es die bedeutendste Sportstätte der Stadt. Heute wird das Stadion, das in seiner gegenwärtigen Form seit 2013 besteht, von der ersten Mannschaft des TSV 1860 München und der zweiten Mannschaft des FC Bayern München sowie von den Frauen des FFC Wacker München genutzt.

## Lage und heutige Nutzung

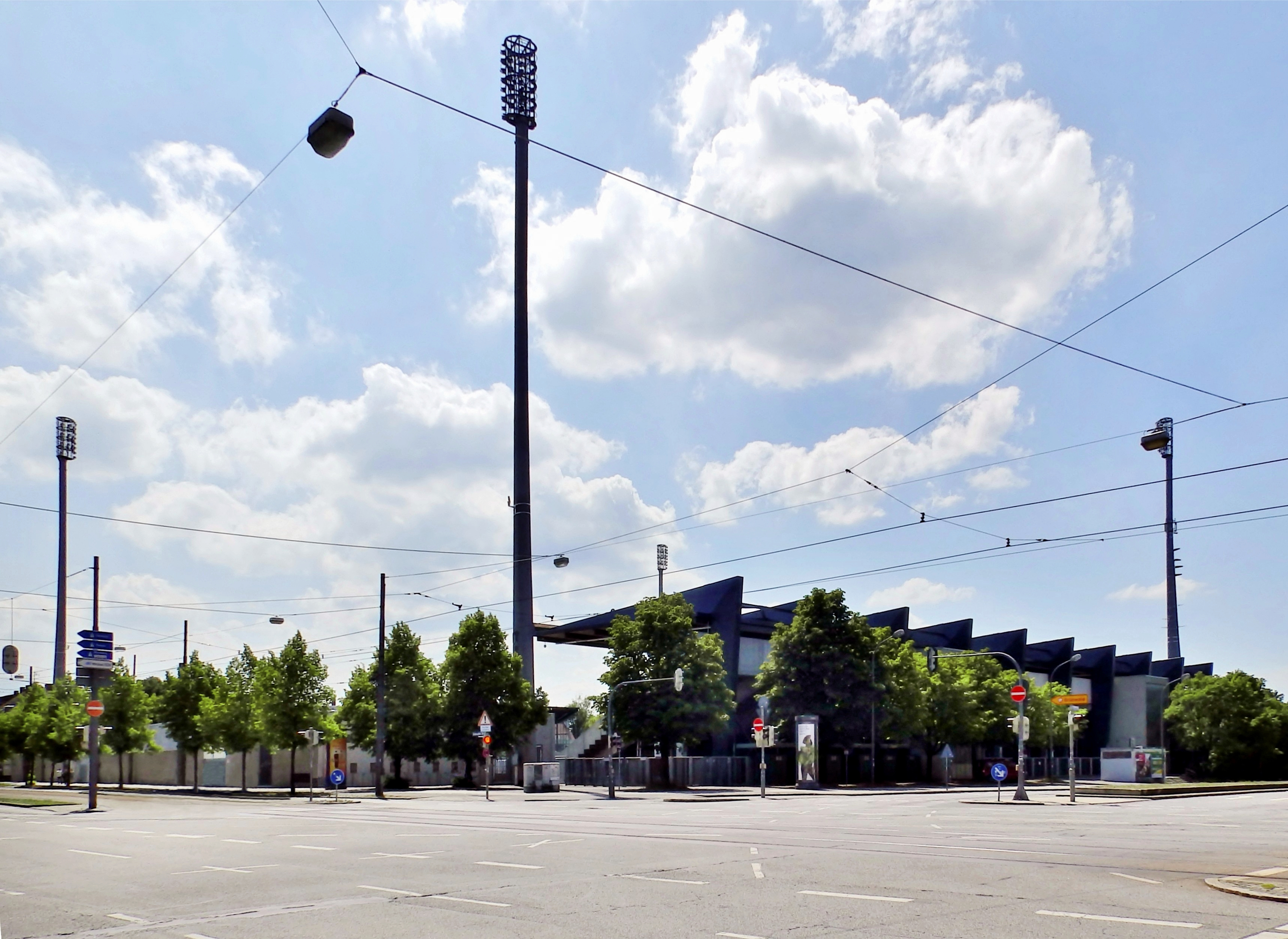
Blick von Nordosten auf das Stadion (2014)

Das Stadion liegt rund drei Kilometer südlich des Marienplatzes an der Bezirksgrenze Untergiesings zu Obergiesing. Die namensgebende Grünwalder Straße beginnt an der Ostseite des Stadions und führt nach Süden, vorbei am Trainingsgelände des TSV 1860, in Richtung Grünwald. Südlich des Stadions befindet sich hinter der Volckmerstraße ein Wohngebiet. Unter der Westkurve führt der Heinrich-Zisch-Weg am Stadion vorbei, direkt dahinter befindet sich die Isarhangkante. Dort fällt das Gelände 18 Meter ab in das bis zu drei Kilometer breite frühere Flussbett, in dem die Isar vor 10.000 Jahren floss. Am unteren Ende der Kante fließt der Auer Mühlbach vorbei, das Kraftwerk Bäckermühle liegt unter der Westkurve. Die Candidstraße beginnt wie die Grünwalder Straße im Nordosten des Stadions und führt zunächst nördlich, dann im Westen des Stadions den Hang hinab. Der Mittlere Ring führt unter der Candidstraße an der Nordseite des Stadions vorbei.

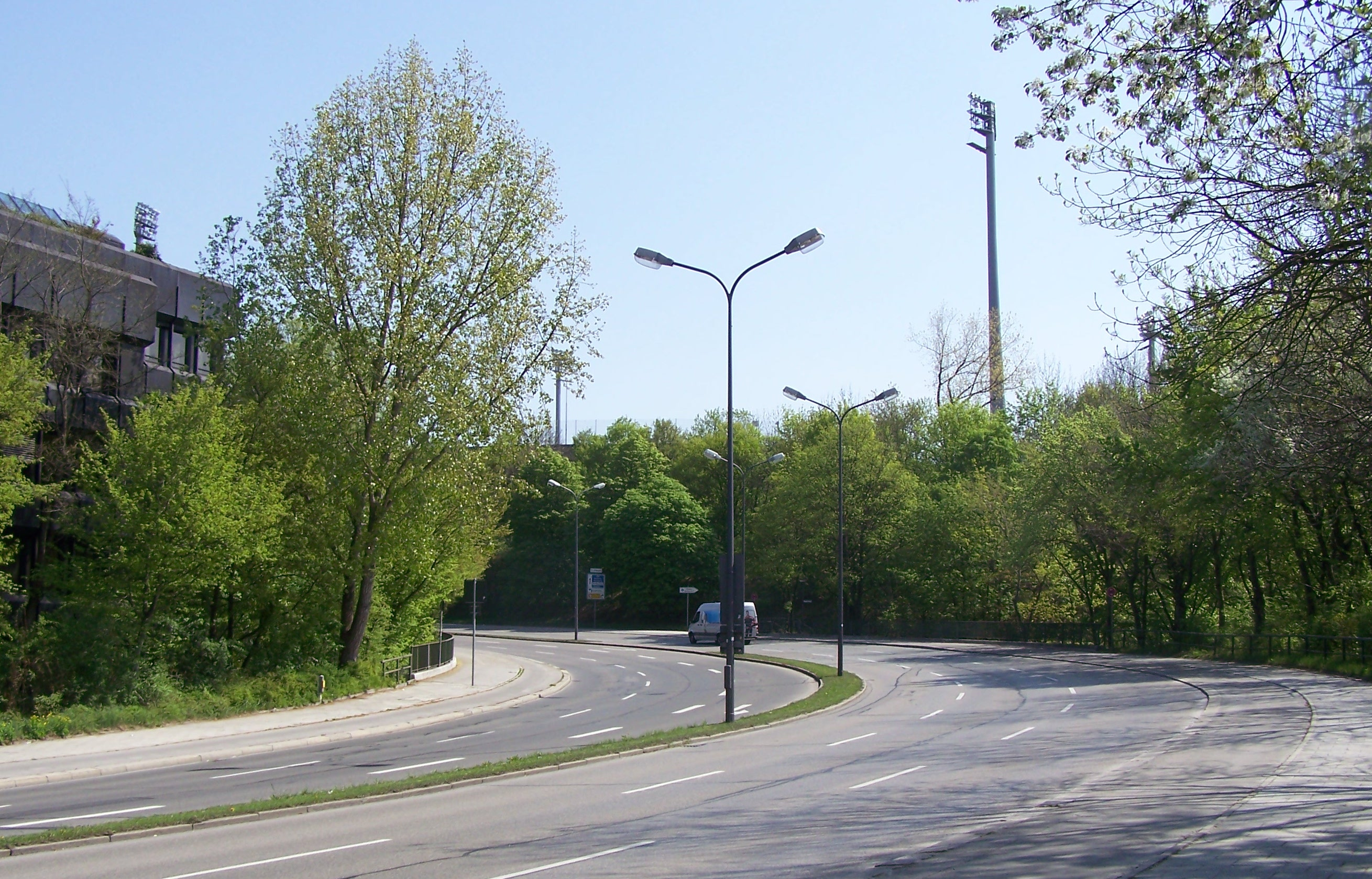
Blick von der unteren Candidstraße auf die Westkurve (2009)

Nutzer des Stadions sind seit 2020 die erste Mannschaft des TSV 1860 und der FC Bayern München II, von dessen Anhängern das Stadion auch als „Hermann-Gerland-Kampfbahn“ bezeichnet wird. Das Stadion an der Grünwalder Straße wies lange Zeit „die höchste Nutzungsdichte aller Fußballstadien in Deutschland“ auf, wie das Münchner Sportamt im Jahr 1997 feststellte. In der Spielzeit 2008/09 fanden beispielsweise 90 Partien „auf Giesings Höhen“ statt. Seit der Rückkehr der ersten Mannschaft des TSV 1860 im Jahr 2017 wurde die Gesamtzahl der Spiele im Stadion reduziert, sodass nur noch höchstens drei Mannschaften ihre Spiele im Stadion austragen.
In der Zweitligaspielzeit 2004/05 war eine Kapazität von 21.272 Zuschauern genehmigt, ab Sommer 2008 waren im regulären Betrieb nur noch 10.240 Zuschauer zugelassen. Da diese Begrenzung nur bedingt im Zusammenhang mit DFB-Auflagen und der bayerischen Versammlungsstättenverordnung stand, wäre eine höhere Zuschauerzahl auch weiterhin möglich gewesen. Für einzelne Veranstaltungen konnte auch weiterhin eine höhere Kapazität bis hin zu den 2004 festgelegten 21.272 Zuschauern durch das Kreisverwaltungsreferat genehmigt werden. Baurechtlich genehmigt waren bis 2012 weiterhin rund 30.100 Zuschauer, es wären jedoch nur 24.700 Plätze nutzbar gewesen. Nach der Sanierung 2013 waren offiziell 12.500 Zuschauer genehmigt, durch Freigabe gesperrter Tribünenbereiche wäre auch weiterhin eine höhere Zuschauerzahl möglich.
Zur Saison 2018/19 wurde das Platzangebot durch Sanierungsmaßnahmen in der Westkurve von 12.500 auf 15.000 erhöht. Die Machbarkeitsstudie von AS+P aus dem Jahr 2019 geht von einer Bestandskapazität für 16.599 Zuschauer aus.

## Errichtung und Ausbau durch den TV 1860

### Sportplatz des TV 1860
Bereits 1911 pachtete Wilhelm Hilber, Vizepräsident des damaligen TV 1860, den bis dahin landwirtschaftlich genutzten Platz, auf dem später das Stadion entstand, von der Familie Peter. Von 1899 bis 1904 hatten die Fußballer der „Sechzger“ städtische Plätze benutzt, danach spielten sie auf eigenen Sportplätzen in Holzapfelkreuth und am Giesinger Alpenplatz. Der Sportplatz an der Grünwalder Straße wurde 1911 für 14.000 Mark gebaut. Rund um das Fußballspielfeld wurden Leichtathletikanlagen angelegt. Die Baugesellschaft Syrus Süss Nachfolger errichtete die zwölf Meter lange Holztribüne, die 160 überdachte Sitzplätze bot und in der auch Garderoben und Waschräume untergebracht waren. Wegen ihrer Form wurde die Tribüne von den Münchnern als „Zündholzschachterl“ bezeichnet. 1860 war der vierte Münchner Verein nach dem Münchner SC, dem FC Wacker und dem MTV 1879, der auf einem Sportplatz mit Tribüne spielen konnte. Am 23. April 1911 fand das erste Spiel auf dem „Sechzger-Platz“ statt. 1860 besiegte den MTV 1879 mit 4:0. Die offizielle Eröffnung als „Sportplatz des Turnvereins München von 1860 an der Grünwalder Straße 10“ fand am 21. Mai 1911 im Rahmen des Leichtathletik-Städtekampfs zwischen München und Berlin statt, der mit 55:45 zugunsten der Münchner endete. 1912 wurde das südlich angrenzende Grundstück ebenfalls gepachtet und darauf ein Fußball-Trainingsplatz errichtet.
Im Herbst 1916 wurde das Gelände durch das Kriegsministerium gesperrt, da von einer Pulverkammer nördlich des Sportplatzes Explosionsgefahr ausging. Im Oktober 1917 wurde die Sperre unter Auflagen aufgehoben. 1919 wurden Fußball- und Leichtathletikanlagen erneuert. Neben der bestehenden Tribüne und auf der entgegenliegenden Platzsseite wurden Stehtribünen errichtet. Die neue Gegengerade bot Platz für 2.500 Zuschauer. 1920 sahen 8.000 Zuschauer das Spiel des TSV 1860 gegen den MTV 1879, ein neuer Rekord im Münchner Fußball.

### Ausbau zum Stadion
Im Frühjahr 1922 kaufte der TSV 1860 das bislang gepachtete Grundstück für 700.000 Mark und Ausbaupläne wurden nach und nach in Angriff genommen. 1925 wurde die Stehhalle auf der Gegengeraden fertiggestellt, die rund 8.000 Zuschauern Platz bot. Die 110 Meter lange und 7,20 Meter hohe Konstruktion wurde wie die neue Haupttribüne von der Deutschen Hallenbau AG und der Tief- und Betonbaugesellschaft Tibet errichtet. Im November 1925 war diese neue Sitztribüne fertig, die 1.200 Zuschauer fasste. Im Unterbau der Stahlbetontribüne befanden sich eine Platzwartwohnung, Umkleiden und die Stadionwirtschaft. Insgesamt fasste das ausgebaute Stadion nun 24.000 Zuschauer.
Bald darauf gab es Pläne für einen weiteren Ausbau auf 40.000 Plätze. Am 11. April 1926 sahen bis zu 30.000 Zuschauer, die sogar dichtgedrängt um das Spielfeld standen, das Spiel des FC Bayern München, der seit dem Ausbau ebenfalls im Stadion von 1860 spielte, gegen den späteren Deutschen Meister, die SpVgg Fürth. Im Sommer 1926 wurde die Stehhalle vergrößert. Hinter dem bestehenden überdachten Erdwall wurde durch die Tief- und Betonbaugesellschaft Tibet ein Stahlbetonhochbau angeschlossen und die Kapazität dadurch auf 25.000 Zuschauer vergrößert. Da die Dachkonstruktion über den neuen Betonbau geschoben wurde, blieb der untere Teil der Stehplätze unüberdacht, ebenso wie die Sitzplätze vor den Stehrängen. Eine Überdachung des Erdwalls auf der Westseite war geplant, wurde aber nicht durchgeführt. Insgesamt kosteten die Baumaßnahmen der zwei Jahre 260.000 Reichsmark. Der Betrag konnte durch ein Darlehen über 120.000 Reichsmark bei der städtischen Sparkasse geschultert werden. Schwierigkeiten bei der Beschaffung der benötigten Gelder hatte auch die rechtliche Situation des nun aufgespalteten Vereins mit sich gebracht. Nach der „reinlichen Scheidung von Turnen und Sport“ Anfang der 1920er Jahre war der Turnverein 1860 Eigentümer des Grundstücks, der Sportverein 1860 war Eigentümer des Stadions. Das neue Stadion wurde am 10. Oktober 1926 beim Spiel des SV 1860 gegen den VfR Fürth eingeweiht, das die „Sechzger“ mit 2:4 verloren. Die Fachzeitschrift Der Fußball bezeichnete das Stadion, das von 1927 an den Namen des Vereinspräsidenten Heinrich Zisch trug, als „Deutschlands schönste Vereinssportanlage“.
Um steigende Schulden und laufende Betriebskosten begleichen zu können, vermietete der TSV 1860 das Stadion an andere Vereine und Organisationen. Neben 1860 spielten ab 1926 auch der FC Bayern, der FC Wacker und der aus dem MTV 1879 hervorgegangene Deutsche SC an der Grünwalder Straße. Darüber hinaus nutzten auch der Südbayerische Landesverband für Leichtathletik, die Deutsche Turnerschaft und der Bayerische Radrennverband sowie Hochschulen, Landespolizei und Arbeitersportkartell das Stadion. Auch der Radrennklub 1902 München führte ab 1926 Radrennen mit Fahrern aus ganz Deutschland auf der 400-Meter-Bahn durch. Im Jahr 1928 hatte das Heinrich-Zisch-Stadion eine Gesamtzuschauerzahl von 603.200. Bedingt durch die Eröffnung des Dantestadions, aber auch infolge der Weltwirtschaftskrise, sank diese Zahl jedoch im Jahr 1929 auf 335.663. Auch wenn sich zu Lokalderbys und zu einigen Spielen gegen namhafte Gegner, teilweise sogar aus Südamerika, weiterhin über 10.000 Zuschauer einfanden, ging die Zuschauerzahl doch kontinuierlich zurück. Seit dem Ausbau 1926 war das laut SV 1860 42.000 Zuschauer fassende Stadion kein einziges Mal ausverkauft gewesen, der Rekord lag bei 35.000 Zuschauern beim Länderspiel Deutschland – Schweiz im Dezember 1926. Die Länderspiele gegen Finnland 1935 und Bulgarien 1940 sahen später ebenfalls jeweils 35.000 Zuschauer.
Ab Ende der 1920er Jahre wurde im „Sechzgerstadion“ auch Feldhandball gespielt. Die Mannschaft von 1860 spielte mehrere Jahre in der höchsten Spielklasse und trug die Spiele bis in die 1950er Jahre teilweise als Vorspiele von Fußballspielen aus. Am 19. April 1936 stellte Juan Carlos Zabala bei einem Leichtathletik-Meeting im Stadion einen neuen Weltrekord im 20.000-Meter-Lauf auf. Trotz heftigem Schneetreiben lief er die 50 Runden auf der 400-Meter-Bahn in 1:04:00,2 Stunden.

## Verkauf an die Stadt München und Wiederaufbau nach dem Zweiten Weltkrieg
| Offizielle Namen des Stadions | Offizielle Namen des Stadions                                                      |
| ----------------------------- | ---------------------------------------------------------------------------------- |
| 1911                          | Sportplatz des Turnvereins München von 1860 an der Grünwalder Straße 10            |
| 1919                          | Sportplatz des Turn- und Sportvereins München von 1860 an der Grünwalder Straße 10 |
| 1924                          | Sportplatz des Sportvereins München von 1860 an der Grünwalder Straße 10           |
| 1926                          | Stadion des Sportvereins München von 1860 an der Grünwalder Straße 10              |
| 1927                          | 1860-Heinrich-Zisch-Stadion                                                        |
| 1939                          | Städtischer Sportplatz an der Grünwalder Straße 10                                 |
| 1941                          | Städtische Hanns-Braun-Kampfbahn                                                   |
| 1945                          | Städtisches Stadion an der Grünwalder Straße 10                                    |
| 1953                          | Städtisches Stadion an der Grünwalder Straße 4                                     |
| 1975                          | Städtische Bezirkssportanlage an der Grünwalder Straße 4                           |
| 1979                          | Städtisches Stadion an der Grünwalder Straße 4                                     |

### Verkauf des Stadions
Am 23. Juli 1937 kaufte die Stadt München das Stadion für 357.560 Reichsmark. Zunächst wurde die Hypothekenschuld des seit 1934 wieder zusammengeschlossenen TSV 1860 mit dem Kaufpreis verrechnet. Die Sechzger erhielten 100.000 Reichsmark, die zur Schuldentilgung eingesetzt werden mussten, weitere Belastungen wurden von der Stadt getilgt. Der noch ausstehende Betrag von 70.241,95 Reichsmark sollte innerhalb von fünf Jahren, also bis Juli 1942, an den TSV 1860 zu zahlen sein. Bis dahin hatte der Verein weiter allen Nutzen und Lasten am Stadion, als wäre er weiter der Eigentümer. Da die „Sechzger“ aber bereits wenig später das restliche Geld benötigten, wurde der Betrag bis Dezember 1938 komplett ausgezahlt. Am 1. April 1939 ging das Stadion endgültig in das Eigentum der Stadt über. Im Anschluss wurde das Stadion für jährlich 10.000 Reichsmark an den TSV 1860 verpachtet.
Das Stadion wurde an vielen Stellen ausgebessert, das Dach der Stehhalle wurde gänzlich erneuert. Am 13. August 1939 wurde das Stadion als „Städtischer Sportplatz an der Grünwalder Straße“ wiedereröffnet. Im schneereichen Winter 1939/40 begann das Dach der Sitztribüne sich unter der Schneelast durchzubiegen. Die Stadt ließ daraufhin vier zusätzliche Stahlrohrstützen einbauen.
1941 wurde das Stadion nach dem Leichtathleten Hanns Braun in Städtische Hanns-Braun-Kampfbahn umbenannt.

### Zerstörung durch Bombenangriffe
Im Herbst 1943 wurde das Stadion bei zwei Flächenbombardierungen durch die Royal Air Force schwer getroffen. Beim ersten Angriff am 7. September zerstörte eine Sprengbombe die westliche Hälfte der Sitztribüne. Teile der Stehhalle wurden durch zwei weitere Sprengbomben zerstört. Der zweite Angriff am 2. Oktober hinterließ auf dem Spielfeld, der Aschenbahn und den Stehwällen sieben große Bombentrichter. Der östliche Teil der Haupttribüne war nun ebenfalls zerstört. Das Holzdach der Stehhalle war komplett abgebrannt, der westliche Teil der Tribüne wurde gesperrt, der östliche Teil hatte die Angriffe mit nur leichten Schäden überstanden. Der TSV 1860, FC Bayern und FC Wacker waren nach dem ersten Angriff ins Dantestadion umgezogen. Als auch dieses von Bomben getroffen wurde, mussten sich die Vereine andere Plätze suchen. Der Spielbetrieb konnte so bis Kriegsende aufrechterhalten werden.

### Wiederaufbau
Im August 1945 wurde das Stadion als Städtisches Stadion an der Grünwalder Straße wieder freigegeben. Die Bombentrichter wurden zugeschüttet und neue Tore aufgestellt. 12.000 Zuschauer drängten sich am 26. August auf den Resten der Tribünen, als sich die „Sechzger“ im Derby gegen die Bayern mit 0:4 geschlagen geben mussten. Im November 1945 nahm die neue Oberliga Süd den Spielbetrieb auf, in der auch der TSV 1860 und der FC Bayern München spielten und viele Zuschauer anzogen. Bis April 1946 waren die nötigsten Instandsetzungen durchgeführt, das Spielfeld war umzäunt, die Laufbahn abgegrenzt, drei Kassenhäuschen waren aufgestellt und die Toiletten konnten wieder benutzt werden. Am 10. Dezember 1947 waren die Betonstufen der Stehhalle wieder geschlossen und Teile erneuert. Drei Tage zuvor war ein neuer Zuschauerrekord aufgestellt worden: Am 7. Dezember wollten 42.000 Zuschauer im noch immer größtenteils zerstörten Stadion das Derby sehen, das der FC Bayern 3:2 gewinnen konnte. Auch in der Folge waren Zuschauerzahlen über 20.000 keine Seltenheit. Der absolute Rekord wurde am 14. März 1948 aufgestellt, als im völlig überfüllten Stadion 58.200 Zuschauer das 2:1 des TSV 1860 gegen den 1. FC Nürnberg verfolgten. Die Stadt hatte die Anzahl der Eintrittskarten auf 45.000 beschränkt, was den TSV 1860 aber nicht davon abgehalten hatte, mehr zu verkaufen.
Vor den Oberligaspielen fanden oftmals unterklassige Spiele statt. Die Münchner Presse bewarb diese Veranstaltungen als „Große Doppelspiele im Fußball“. Neben zahlreichen kleinen Vereinen konnten auch die Jugend- und Reservemannschaften des TSV 1860, des FC Bayern und des FC Wacker vor einer ungewohnt großen Zuschauerkulisse spielen. 1956 spielten die Basketballer des FC Bayern vor 26.000 Zuschauern gegen die italienische Spitzenmannschaft Lancia Bolzano im Stadion an der Grünwalder Straße.

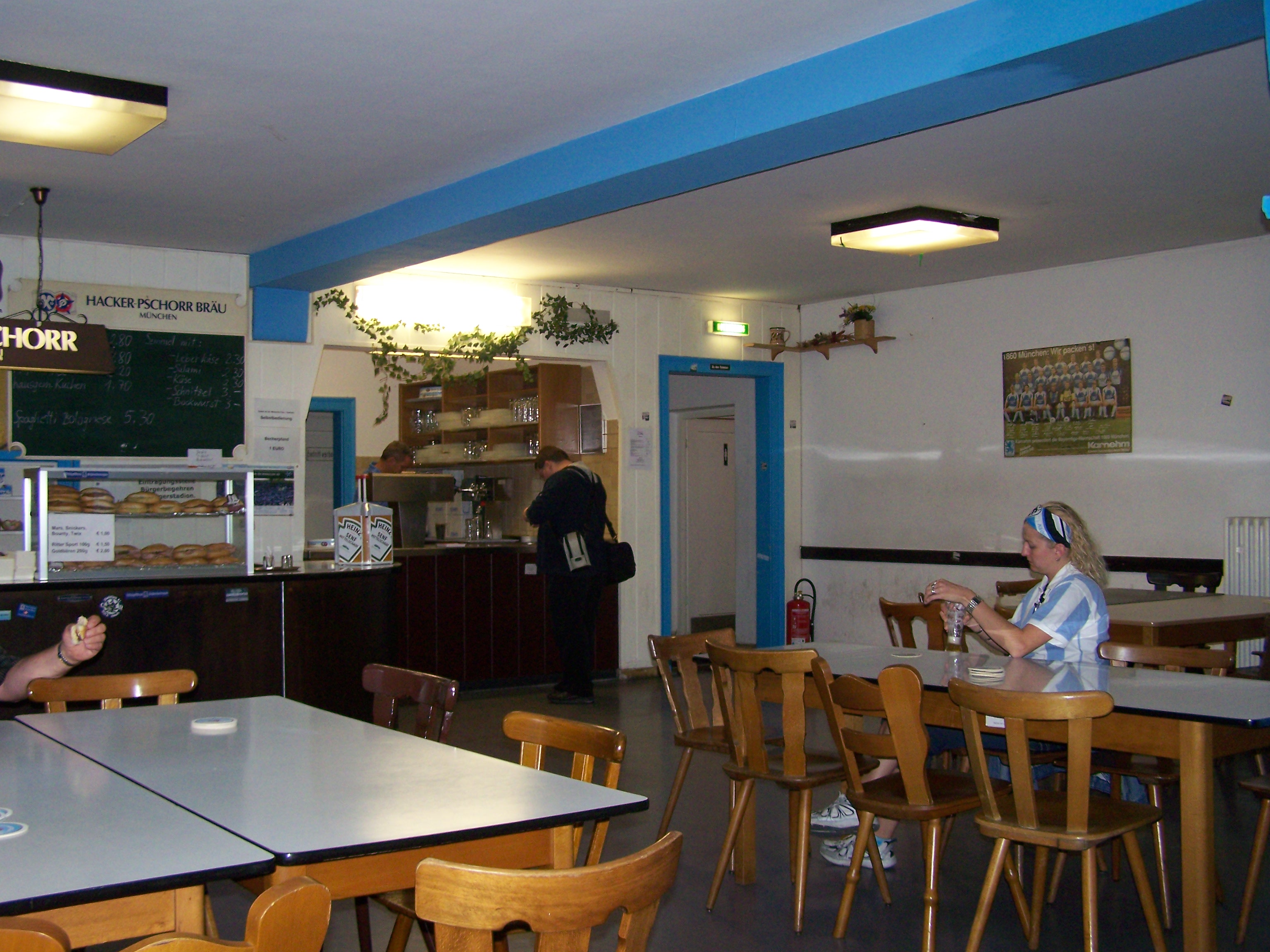
Stadionwirtschaft „Zum 60er“ 2009

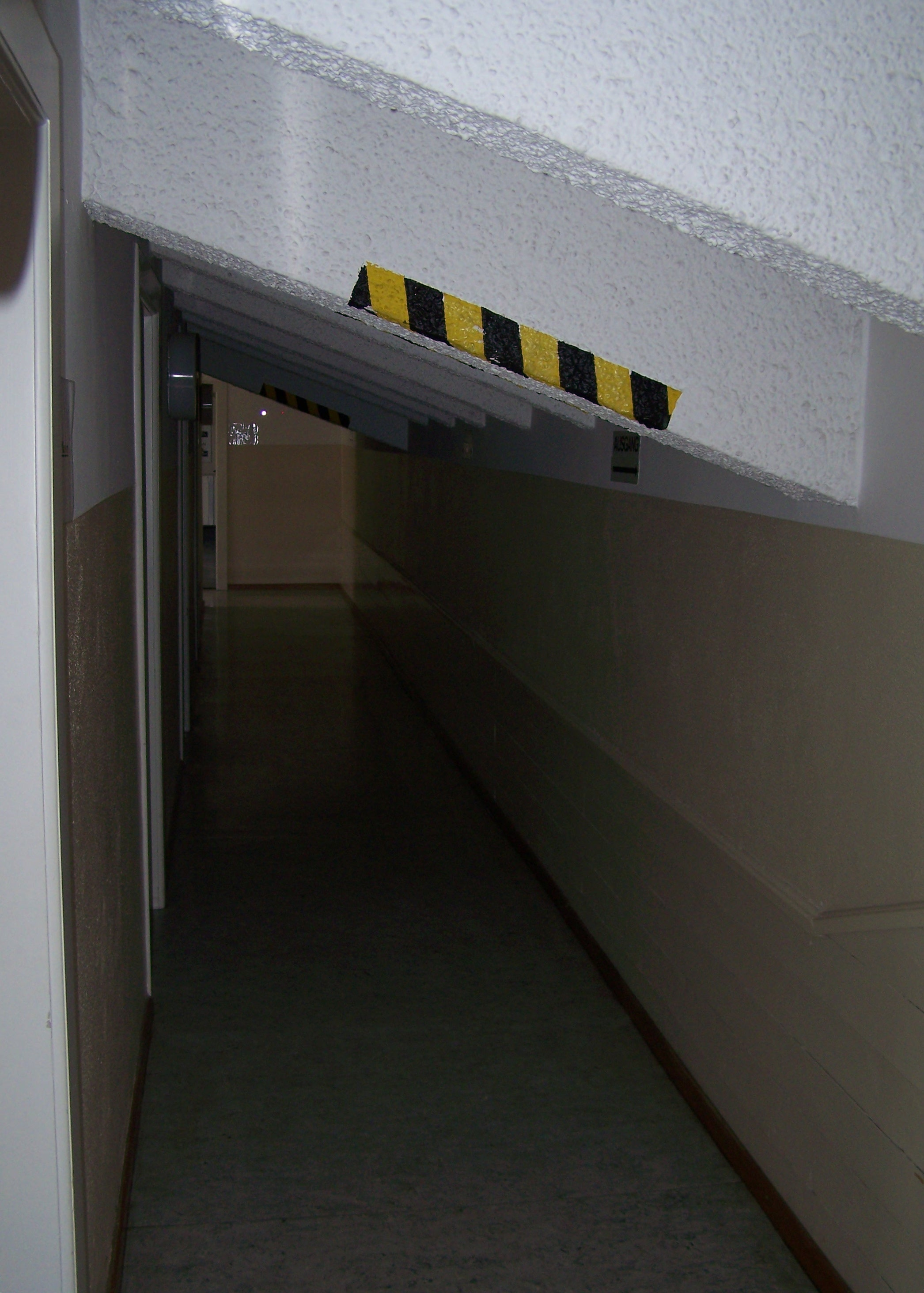
Gang zum Presseraum in der Haupttribüne (2010)

Im Sommer 1949 war die Stehhalle nach zwei Jahren Bauzeit wiederhergestellt. Im Oktober 1948 war mit dem Wiederaufbau der Haupttribüne begonnen worden, der bereits im Mai 1949 beendet werden konnte. Die neue betonierte Sitztribüne war flacher als die alte Holzkonstruktion. Die Stadiongaststätte im Tribünenunterbau wurde ohne größere Änderungen wiederaufgebaut und mit modernen sanitären Anlagen ausgestattet. Die Fertigstellung des Stadions war noch nicht abgeschlossen, als am 26. Juni 1949 der 1. FC Kaiserslautern und Borussia Dortmund im Halbfinale der Deutschen Meisterschaft aufeinander trafen. 57.000 Zuschauer waren im Stadion, sahen allerdings keine Tore. Auf die hohe Zuschauerzahl gab es Überlegungen für ein neues Münchner Großstadion am Oberwiesenfeld, vorerst aber blieb der Ausbau des bestehenden Stadions aktuell.
Bis Sommer 1950 wurden die freien Erd- und Schuttwälle rund um das Stadion planiert und ausgebessert und teilweise mit Beton terrassiert. Ein Jahr später wurden Rasen und Aschenbahn erneuert. Unter dem Platz wurden Drainagerohre verlegt und die bisherige Ost-West-Schräglage von bis zu 50 Zentimetern wurde mit Kiesaufschüttungen ausgeglichen. Zwischen dem Spielfeld und dem östlichen Stehwall wurde eine Weitsprunganlage errichtet, vor dem Stehwall im Westen eine Kugelstoßanlage. Die Arbeiten, die in fünf Jahren Bauzeit durchgeführt wurden, kosteten insgesamt rund eine Million D-Mark. Mit einem Fassungsvermögen von rund 50.000 Zuschauern war das Grünwalder Stadion das achtgrößte Stadion der Bundesrepublik Deutschland.
In einer Aktion der Abendzeitung wurden Vorschläge für einen neuen Namen des Stadions gesammelt. Neben Bezeichnungen wie „Isar-Stadion“, „Weiß-Blau-Stadion“ oder „Münchner-Kindl-Stadion“ gab es auch Ideen wie „Toto-Friedhof“, „Städtische Goldruine“ oder „Dr.-Högner-Kultur-Verflachungs-Stadion“. Der Stadtrat war jedoch mit keiner der vorgeschlagenen Bezeichnungen zufrieden und bestätigte den seit Kriegsende verwendeten Namen „Städtisches Stadion an der Grünwalder Straße 10“ offiziell. Unter den Einsendungen befand sich auch die Bezeichnung „Grünwalder Stadion“. Obwohl sie inhaltlich eigentlich falsch ist, da sich das Stadion nicht im Münchner Vorort Grünwald befindet, wurde sie im Lauf der Jahre zu einem gebräuchlichen Ausdruck.

## Bedeutende Spiele und große Erfolge in den 1950er und 1960er Jahren

### Flutlicht
Am 7. April 1955 fand beim Freundschaftsspiel des TSV 1860 gegen Hajduk Split erstmals ein so genanntes Nachtspiel im Stadion an der Grünwalder Straße statt. An den Tribünendächern waren Tiefstrahler angebracht worden, die sich die Sechzger von der Bavaria Film geliehen hatten. Dieses provisorische Flutlicht beleuchtete ab 20:15 Uhr den Rasen mit 200.000 Watt. Einen Monat später beleuchteten am 2. Mai 300.000 Watt das Feld, auf dem 1860 gegen die Grasshoppers Zürich 0:5 verlor. Bis August 1955 baute der TSV 1860 die Anlage weiter aus, schließlich lieferten 48 Scheinwerfer eine Leuchtstärke von 80 Lux. Am 6. März 1957 trafen die B-Nationalmannschaften von Deutschland und Österreich im Stadion an der Grünwalder Straße aufeinander, 45.000 Zuschauer verfolgten, wie Deutschland unter Flutlicht 4:0 gewann. Im Oktober 1959 wurden vier 52 Meter hohe Masten fertiggestellt, an denen insgesamt 148 Scheinwerfer montiert waren, die eine Leuchtkraft von 300 Lux lieferten. 1965 wurde diese auf 350 Lux erhöht, an jedem Mast hingen nun 60 Scheinwerfer. Seit den 1980er Jahren hängen jeweils 24 Scheinwerfer an den Masten, die zusammen 800 Lux liefern.

### Neubau Ost- und Westkurve

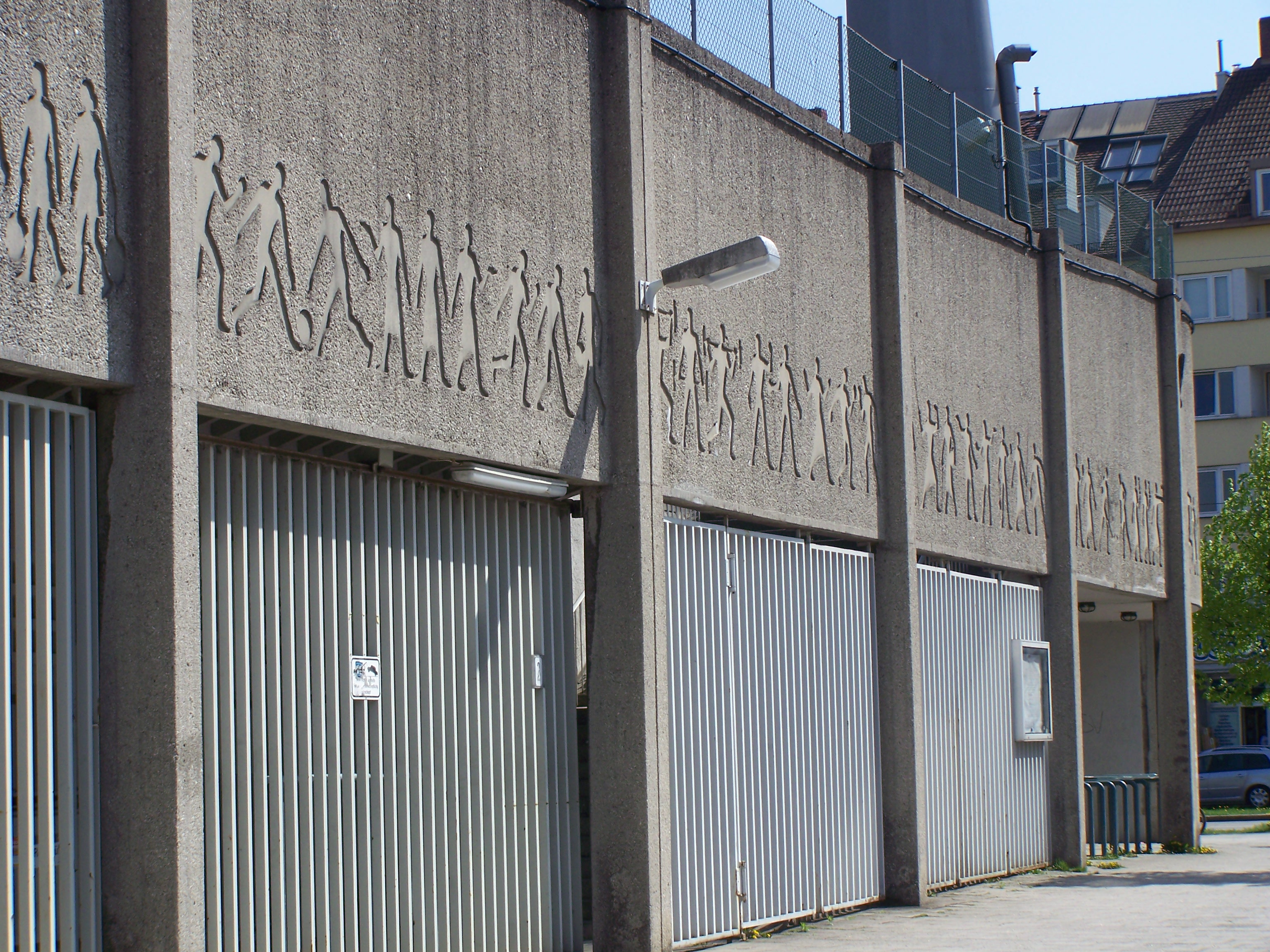
Reliefs an der Ostkurve (2009)

Wie die Flutlichtanlage waren auch Ost- und Westkurve nach Plan des Architekten Rudolf Ortner errichtet worden. Das Stadion sollte nun zu einem reinen Fußballstadion werden, Leichtathletikanlagen sollte es nicht mehr geben. 1958 wurden der Stehwall in der Ostkurve und die davor liegende Aschenbahn abgetragen. Stattdessen wurde eine neue Tribüne mit terrassierten Betonstufen errichtet. Nach Norden und Süden hin wurden weitere Ränge auf Betonstützen errichtet, insgesamt bot die neue Ostkurve 12.000 Zuschauern Platz. An der Außenseite der Ostkurve wurden von Joachim Berthold Reliefs von sporttreibenden Menschen in die Fassade eingearbeitet. In der Westkurve musste zuerst ein Fundament aus 14 Meter langen Stahlbetonpfählen betoniert werden, da der Bau nahe an der Isarhangkante ablief. Die unteren 20 Stehplatzreihen wurden auf einem Erdwall errichtet, darüber wurden bis zu 30 Stufen auf tragenden Betonsäulen errichtet. Die neue Westkurve fasste 19.500 Zuschauer. 1961 wurden hinter der Stehhalle zwei Treppenhausanbauten errichtet, die bis zur Oberkante der Stehhalle führen und die unteren Zugänge entlasten. Insgesamt kosteten die Baumaßnahmen vier Millionen DM.

### Die manuelle Anzeigetafel

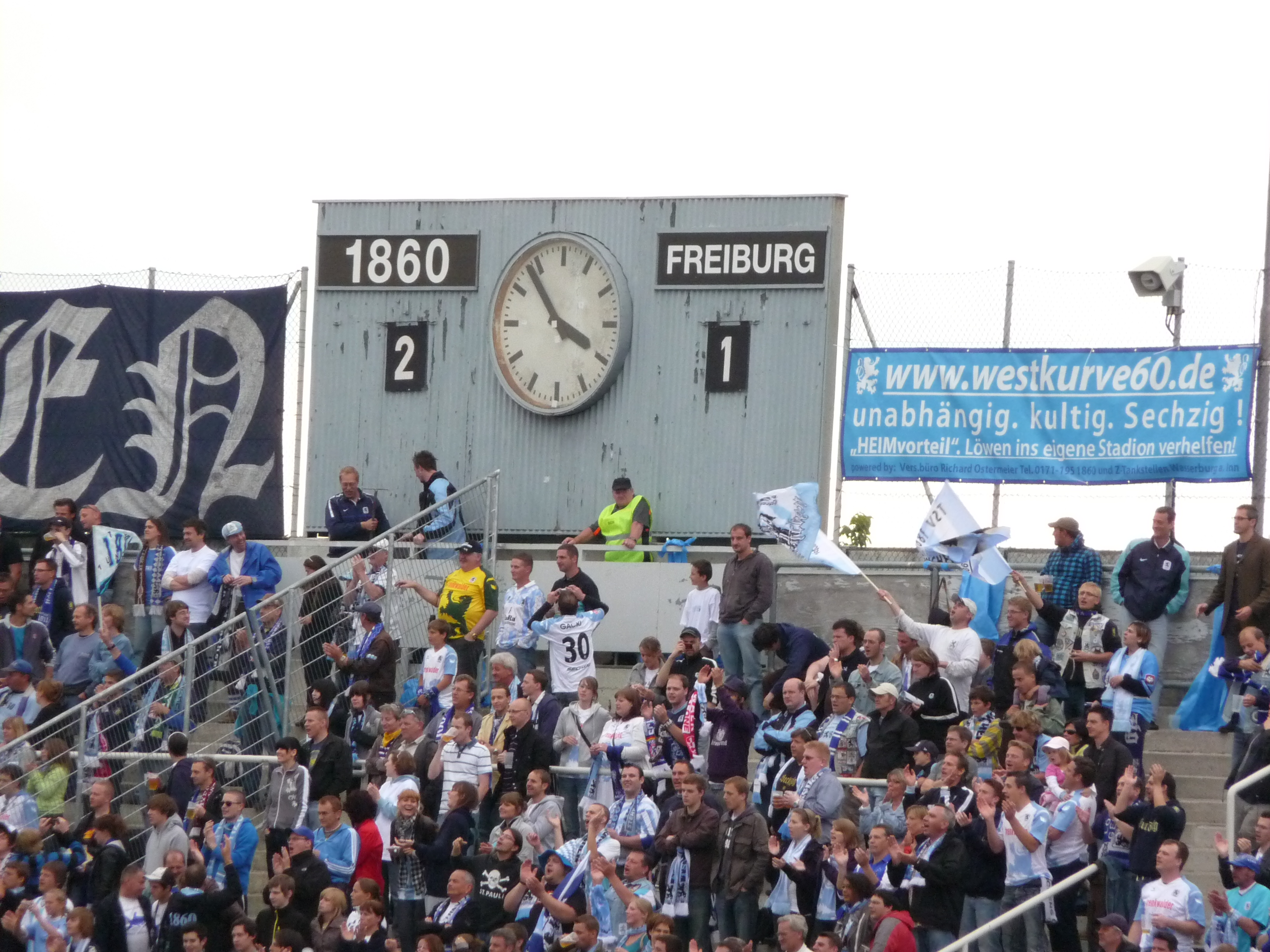
Anzeigetafel bei XXX-Tausend

Beim Bau der Westkurve wurde auch die manuelle Anzeigetafel aufgestellt, die bis heute benutzt wird. In der Mitte einer 6,30 Meter breiten und drei Meter hohen und mit Holz verkleideten Betonplatte wurde eine Uhr montiert, links und rechts davon waren Leisten und Haken angebracht. Zwischen die Leisten können Namensschilder der spielenden Mannschaften geschoben werden, an die Haken darunter werden Zifferntafeln gehängt, die den aktuellen Spielstand darstellen. Um 1970 wurde die Holzverkleidung durch eine Wellblechplatte ersetzt, im Jahr 1980 wurde an Stelle der bisherigen Uhr eine Funkuhr montiert. Bis heute sind drei verschiedene Namensschilder im Einsatz, eines mit der Aufschrift 1860, ein zweites mit BAYERN und ein drittes mit der Aufschrift GÄSTE. Anfang der 1980er Jahre wurde teilweise für jeden Gegner ein eigenes Schild erstellt, zuvor hatte es nur bei internationalen Spielen spezielle Schilder gegeben. Auch die SpVgg Unterhaching und der SV Türk Gücü München ließen eigene Schilder fertigen, als sie im Stadion an der Grünwalder Straße spielten. Seither werden bis auf wenige Ausnahmen die drei erwähnten Schilder verwendet. Für die als „XX-Tausend“ und „XXX-Tausend“ bezeichneten Regionalligaspiele von 1860 II gegen Jahn Regensburg und SC Freiburg II am 25. Mai 2008 und 30. Mai 2009 wurden jeweils eigene Schilder mit der Aufschrift 1860, JAHN und FREIBURG erstellt und einmalig benutzt. Ab der Spielzeit 2009/10 wurde bei den Regionalligaspielen des TSV 1860 II für jede Gastmannschaft ein eigenes Schild verwendet. Im April 2011 wurde statt des bisher schwarzen Schildes mit weißer Aufschrift ein farbiges eingeführt: TSV 1860 auf blauem Grund, auf der Rückseite FC Bayern auf rotem Grund.

### Erfolgreiche Jahre

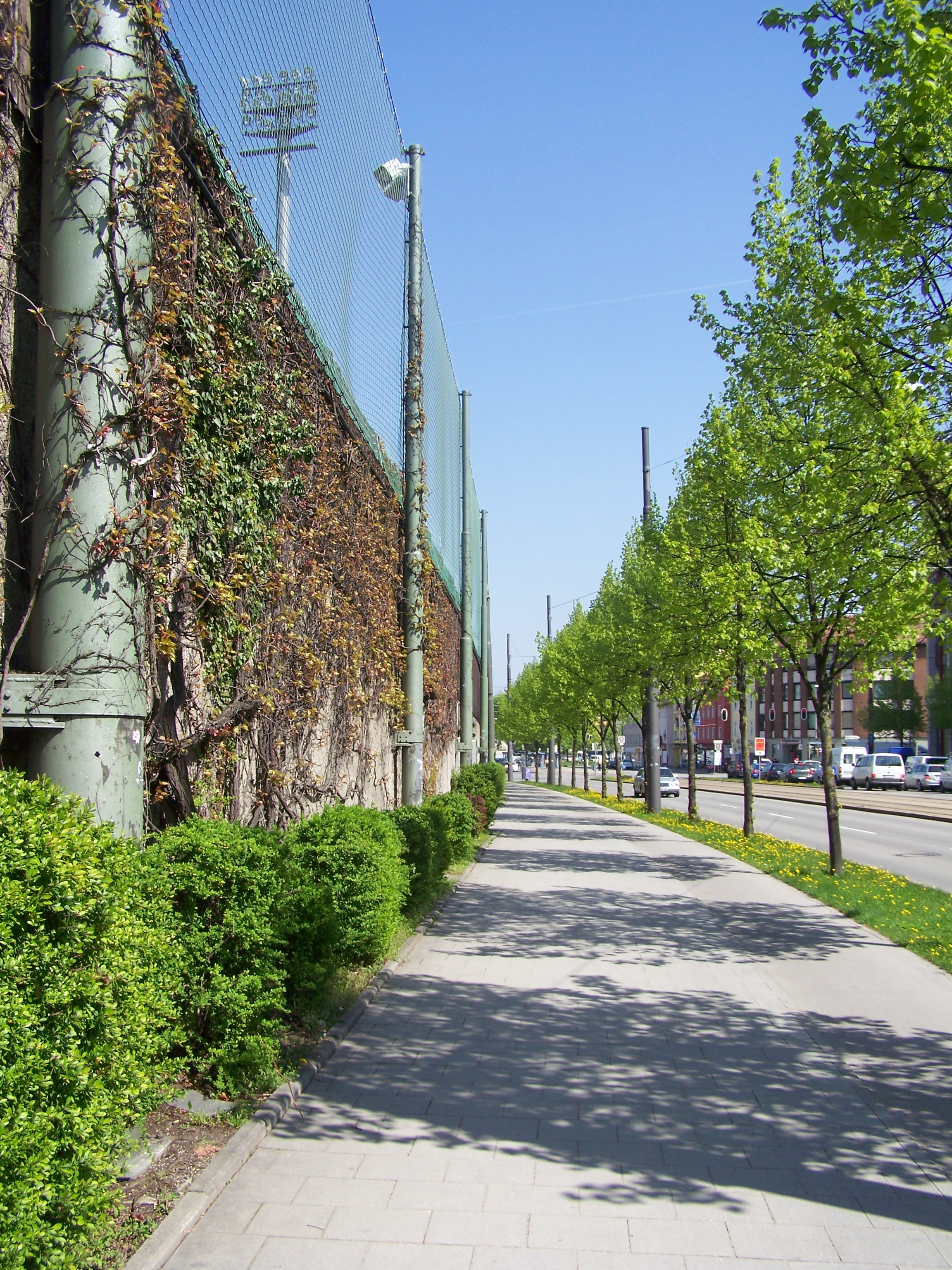
Die Ostkurve an der Grünwalder Straße (2009)

In den Jahren nach dem Bau von Ost- und Westkurve sollte das Stadion an der Grünwalder Straße zahlreiche Höhepunkte erleben. Schon am 27. Mai 1960 war das Stadion restlos ausverkauft, als Pelé mit dem FC Santos 9:1 gegen den TSV 1860 gewann. Am 2. November 1960 trennten sich Süddeutschland und Zentralungarn 3:3. Vor dem Spiel war ein Zugangstor eingedrückt worden und mehrere Tausend Zuschauer kamen ohne Eintrittskarte ins Stadion. Schätzungen zufolge waren 58.000 Zuschauer im offiziell 51.800 Zuschauer fassenden Stadion.
Als 1963 die Bundesliga in ihre erste Saison startete, wurde auch im Stadion an der Grünwalder Straße gespielt. Der Zuschauerandrang stieg abermals an. In der ersten Saison verzeichnete der TSV 1860 einen Zuschauerschnitt von 32.000. 1963 und 1964 gab die Stadt München insgesamt 34.500 DM aus, um den Sicherheitsstandard des Stadions zu erhöhen. 1965 beschränkte die Stadt das Fassungsvermögen. Nun waren nur noch 44.300 Zuschauer zugelassen. Dafür spielten seit Sommer 1965 nach dem Aufstieg des FC Bayern zwei Bundesligisten im Stadion an der Grünwalder Straße. 1962 kehrte die deutsche Nationalmannschaft nach über 21 Jahren wieder ins Stadion an der Grünwalder Straße zurück. Zur WM-Vorbereitung spielte sie gegen eine Kombination der Mannschaften von Bayern München und BC Augsburg.
1962 wurden erstmals Europapokalspiele im Stadion an der Grünwalder Straße ausgetragen, da Bayern München am Messepokal teilnahm. Bis 1972 trat der FC Bayern 19 Mal im Grünwalder Stadion zu Europapokalbegegnungen an. Der TSV 1860 nahm erstmals 1964 an den europäischen Pokalspielen teil, da sie sich durch den DFB-Pokalsieg für den Europapokal der Pokalsieger qualifiziert hatten. Bis 2002 spielte der TSV 1860 18 Mal auf europäischer Ebene im Stadion an der Grünwalder Straße. 1966 wurde der TSV 1860 im Stadion an der Grünwalder Straße Deutscher Meister, 1969 gewann der FC Bayern  seine zweite Meisterschaft.

### Diskussionen um den Fortbestand
Zu dieser Zeit war jedoch bereits absehbar, dass der Profifußball das Stadion an der Grünwalder Straße in wenigen Jahren verlassen würde. Die Stadt hatte 1964 das ehemalige Militärareal am Oberwiesenfeld gekauft und Planungen für ein neues Großstadion vorangetrieben. Nach der Vergabe der Olympischen Spiele 1972 im Jahr 1966 an die Stadt München wurden die Pläne schließlich im Olympiapark realisiert. Gegen Ende des Jahrzehnts wurden darüber hinaus an den Tribünen des Stadions an der Grünwalder Straße Mängel an der Bausubstanz festgestellt. Weil aber die Fertigstellung des Olympiastadions näher rückte, wurden keine umfangreicheren Maßnahmen durchgeführt.
Im Sommer 1970 stieg der FC Wacker in die zweitklassige Regionalliga auf. Somit spielten in der Saison 1970/71 neben dem Bundesligisten FC Bayern auch die beiden Regionalligisten TSV 1860 und FC Wacker im Stadion an der Grünwalder Straße.

### Brand und Wiederaufbau der Haupttribüne

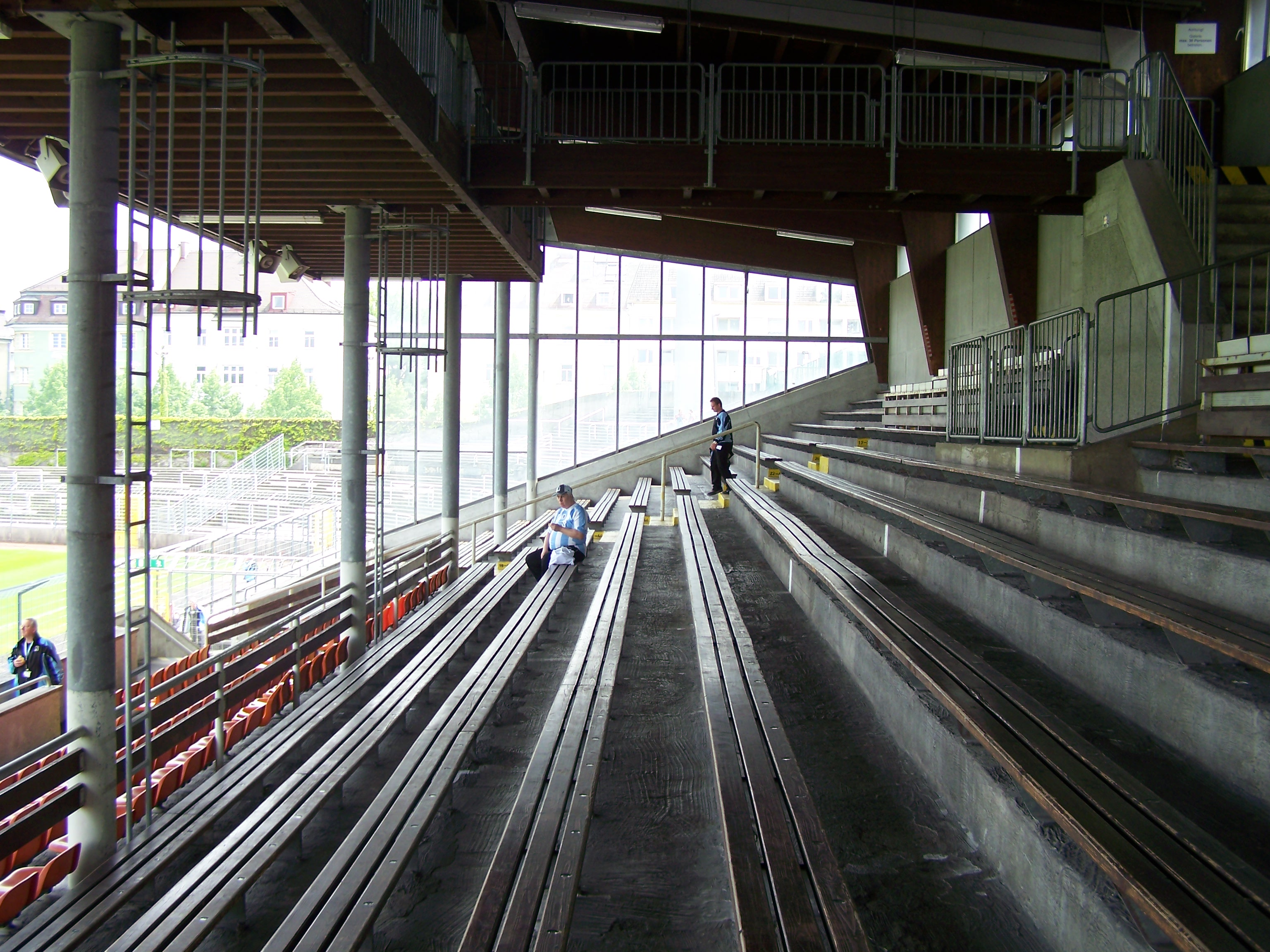
Haupttribüne mit Holzbänken im Sommer 2010; rechts der Aufgang zu den Pressekabinen

In der Nacht zum 30. Januar 1971 brannte die Haupttribüne aus. Das Landeskriminalamt ging von Brandstiftung aus, Täter wurden jedoch nie gefasst. Bereits am Nachmittag des 30. Januar wurde im Stadion wieder Fußball gespielt, der TSV 1860 wollte eine Absage des Regionalligaspiels gegen Viktoria Aschaffenburg unbedingt verhindern. Der Münchner Stadtrat genehmigte am 3. Februar 1971 den sofortigen Wiederaufbau der Tribüne. Das Ingenieurbüro Rudolf Grimme und Volker Wertmann plante das neue Haupttribünendach und veränderte dabei das Konzept der alten Konstruktion nur geringfügig. Im März 1971 wurde mit den Arbeiten begonnen, Mitte April waren die Sitzplätze unter dem Rohbau des Dachstuhls bereits wieder freigegeben. Im Juli 1971 waren die Arbeiten abgeschlossen, auch neue Reporterkabinen waren errichtet worden. Es waren Gesamtkosten von 679.000 DM angefallen.

## Im Schatten des Olympiastadions

### Auszug der Vereine und Orkanschaden
1972 wurde der FC Bayern zum dritten Mal deutscher Meister. Wie bei den beiden anderen Meisterschaften konnten die Bayern diese allerdings nicht im Stadion an der Grünwalder Straße feiern. Das entscheidende letzte Spiel gegen Schalke trugen sie bereits im neuen Olympiastadion aus. Aus organisatorischen Gründen konnte jedoch das erste Heimspiel in der folgenden Saison gegen Werder Bremen nicht im Olympiastadion durchgeführt werden, also kehrte der FC Bayern am 20. September ein letztes Mal ins Stadion an der Grünwalder Straße zurück. Auch der TSV 1860 hatte an einen Umzug ins Olympiastadion gedacht, stellte die Überlegungen nach dem schlechten Start in die Regionalligasaison 1972/73 jedoch vorläufig zurück. Nachdem aber am 13. November 1972 der Orkan Quimburga große Schäden an der Stehhalle verursacht und Teile des Dachs heruntergerissen hatte, mussten die Sechzger zumindest vorübergehend ins Olympiastadion umziehen. Aufgrund der erhofften Mehreinnahmen blieb der TSV 1860 dort bis Anfang des Jahres 1974. Nach dem FC Bayern und dem TSV 1860 zog auch der FC Wacker 1973 aus dem Stadion an der Grünwalder Straße aus und spielte fortan wieder in Sendling. Bis Mitte der 1980er Jahre trug der FC Wacker aber weiter einzelne Spiele im Stadion an der Grünwalder Straße aus, zumeist waren dies Aufeinandertreffen mit dem TSV 1860.

### Rückbau des Stadions zur Bezirkssportanlage

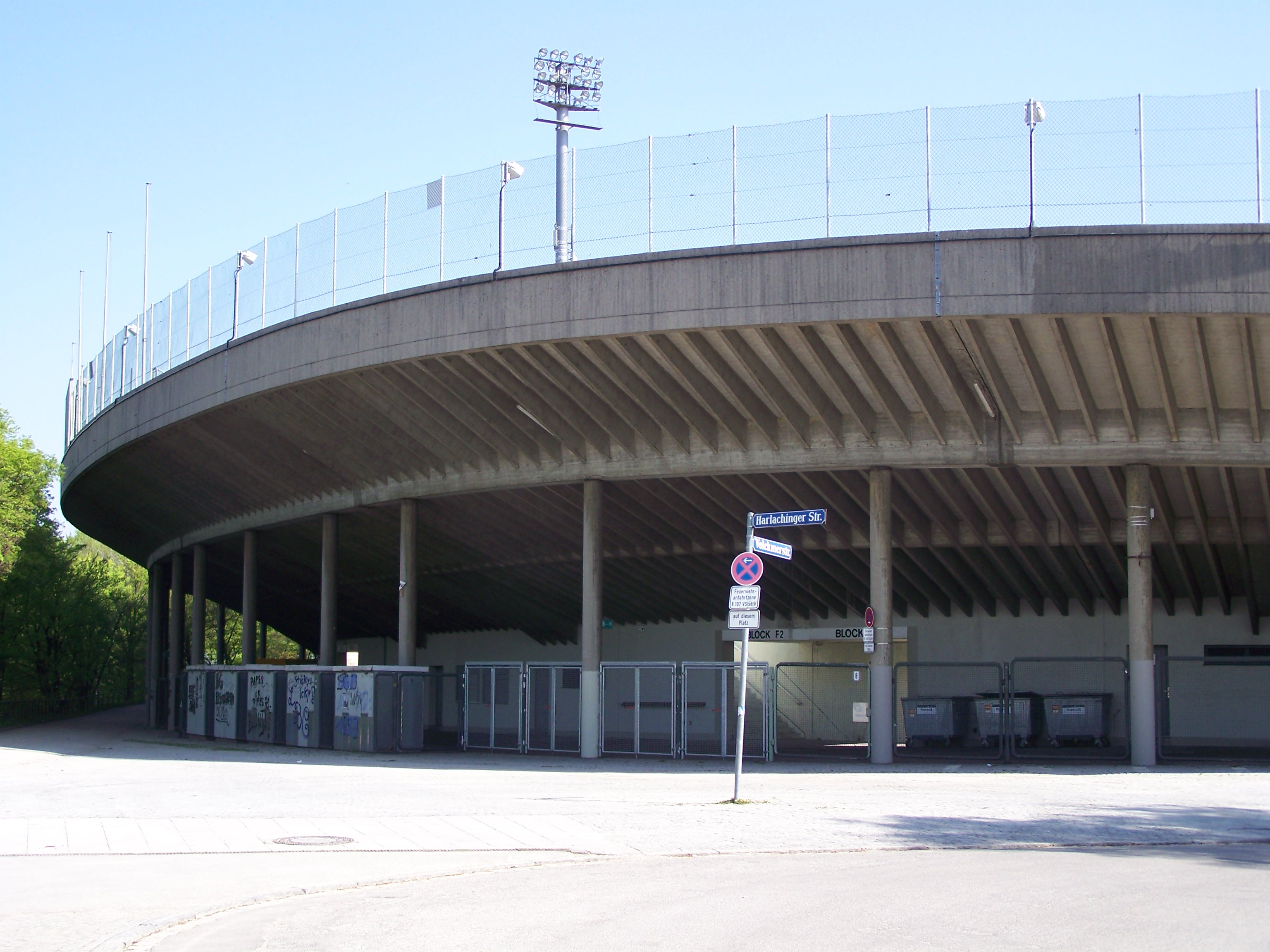
Westkurve des Stadions

1973 beschloss der Münchner Stadtrat, das Stadion für den Schul- und Breitensport auszubauen, dabei aber den Charakter eines Fußballstadions zu erhalten. Planungen der regierenden SPD-Fraktion im Münchner Stadtrat, anstelle des Stadions Wohnhäuser zu errichten, waren nach Protesten Giesinger Bürger verworfen worden. Die Umbaukosten in Höhe von 2,24 Millionen DM, die auch die Sanierung der maroden Stehhalle enthalten hätten, waren der Stadt allerdings zu hoch, so dass die Pläne zu den Akten gelegt wurden. Stattdessen wurden Planungen durchgeführt, in denen eine Gegengeradetribüne keine Rolle mehr spielte. Im November 1973 waren die Reste des zerstörten Stehhallendachs abgetragen worden, im Juli 1974 wurden schließlich die oberen Ränge der Stehhalle abgerissen, lediglich die unteren auf einem Erdwall errichteten Ränge und die Treppenhaustürme blieben bestehen. Vor der Westkurve wurde ein 14 auf 26 Meter großer Hartplatz angelegt, dazu Weit- und Hochsprunganlagen. Für den Hartplatz wurden auch Basketballkörbe und Volleyballnetze angeschafft. Um das Spielfeld entstand eine 380 Meter lange Laufbahn und vor der Gegengeraden eine 4-mal-100-Meter-Bahn. Die Maßnahmen hatten Kosten von 665.000 DM aufgeworfen. Die Bezirkssportanlage an der Grünwalder Straße hatte nun eine Zuschauerkapazität von 28.614 Plätzen, davon rund 5.400 Sitzplätze.

### Neubau der Gegengeraden

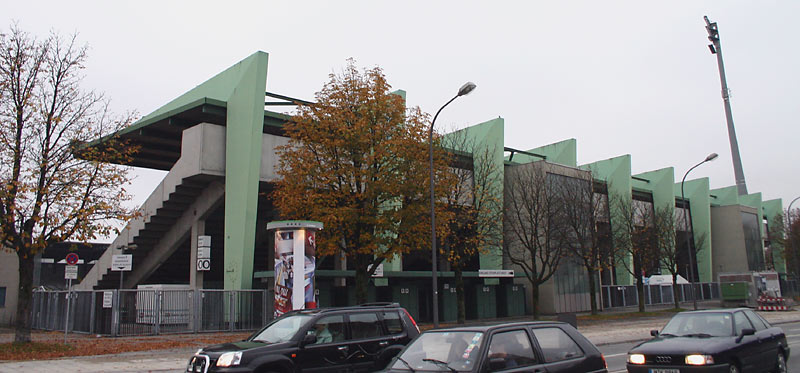
Die Gegengerade 2004

Als im Sommer 1974 die erste Spielzeit der neuen 2. Bundesliga Süd begann, zog der TSV 1860 erneut ins Olympiastadion um. Als die Sechzger 1976 wieder in die Bezirkssportanlage zurückkehrten, wurde diese bereits seit einem Jahr von der Amateurmannschaft des FC Bayern genutzt. Im Dezember 1976 beschloss der Münchner Stadtrat die Planung einer überdachten Sitztribüne anstelle der alten Stehhalle und die erneute Ausrichtung des Grünwalder Stadions auf den Profisport. Die aufgestellten Breitensportanlagen waren von der Bevölkerung kaum genutzt worden. Es wurde eine einfache, kostengünstige Tribüne geplant, die sich in das bestehende Stadion einfügte. Die Architekten Werner Böninger und Peter Biedermann wählten eine Kombination aus Rahmenbindern in Stahlkastenbauweise, die das Dach unter sich tragen sollten. Die neue Sitztribüne Nord wurde von Frühjahr 1978 bis Frühjahr 1979 errichtet. Die 4.700 Zuschauer fassende Tribüne kostete knapp 6,5 Millionen DM. Ende März wurde das Städtische Stadion an der Grünwalder Straße wiedereröffnet. Bei einer Gesamtkapazität von 31.500 Plätzen verfügte das Stadion nun über 8.430 Sitzplätze.

### Drittliga-Tristesse und Bayernliga-Emotionen

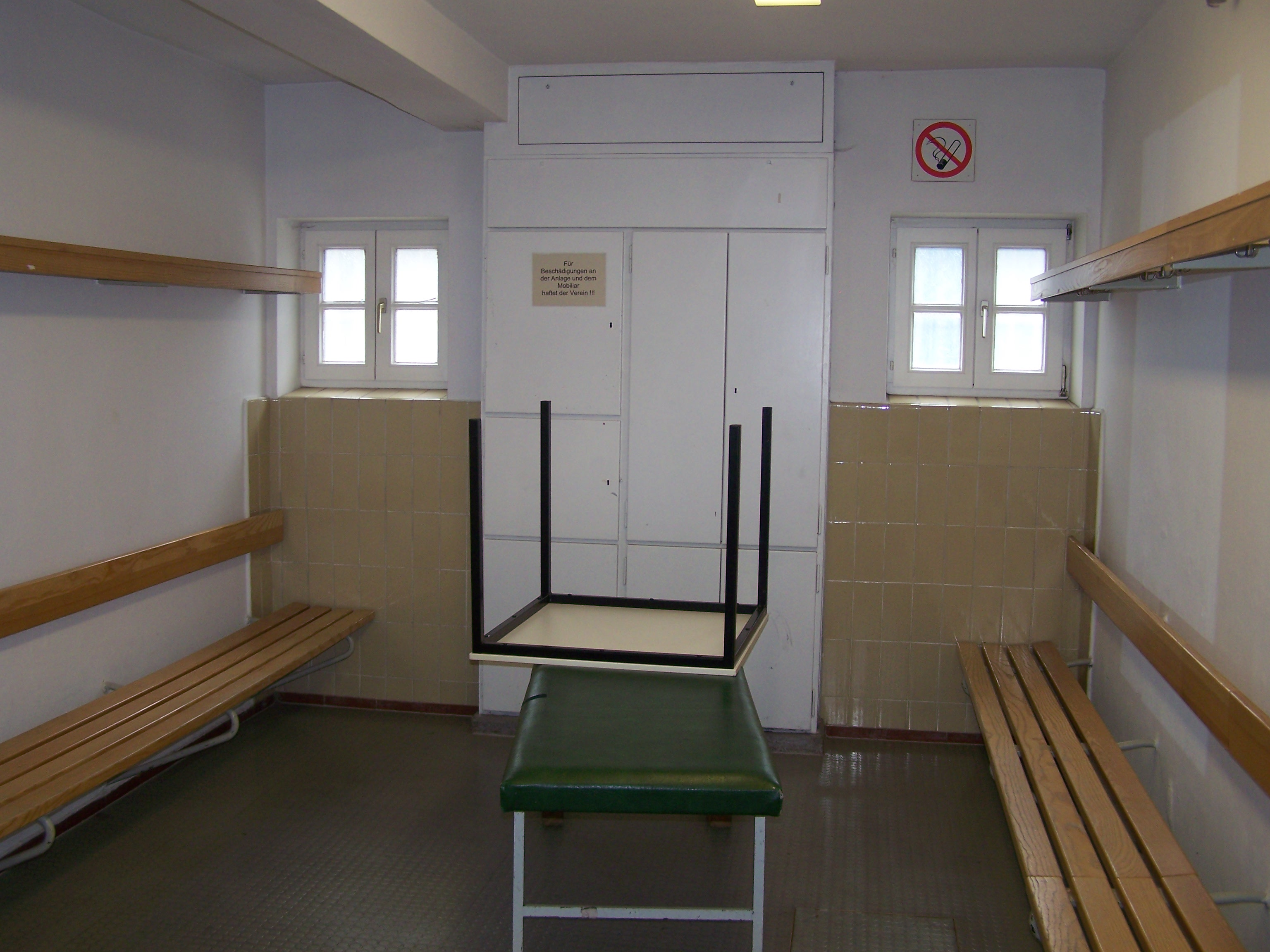
Umkleide der Gastmannschaft (2010)

Der TSV 1860 pendelte in diesen Jahren regelmäßig zwischen den beiden Spielstätten. In den Erstligaspielzeiten 1977/78 und 1979/80 nutzten die Sechzger fast ausschließlich das Olympiastadion als Heimspielstätte. 1980/81 fanden einige Erstligabegegnungen im Grünwalder Stadion statt, nach dem Abstieg 1981 startete man auf Giesings Höhen in die Zweitligasaison. Nach sieben Heimspielen beschloss das Präsidium aufgrund von fehlendem Komfort und Mangel an Parkplätzen den dauerhaften Umzug ins Olympiastadion. Dort trug der TSV 1860 die restlichen Heimspiele der Saison aus, an deren Ende der DFB den Sechzgern die Profiligalizenz für die kommende Spielzeit verweigerte und der TSV 1860 somit erneut ins Stadion an der Grünwalder Straße zurückkehrte.

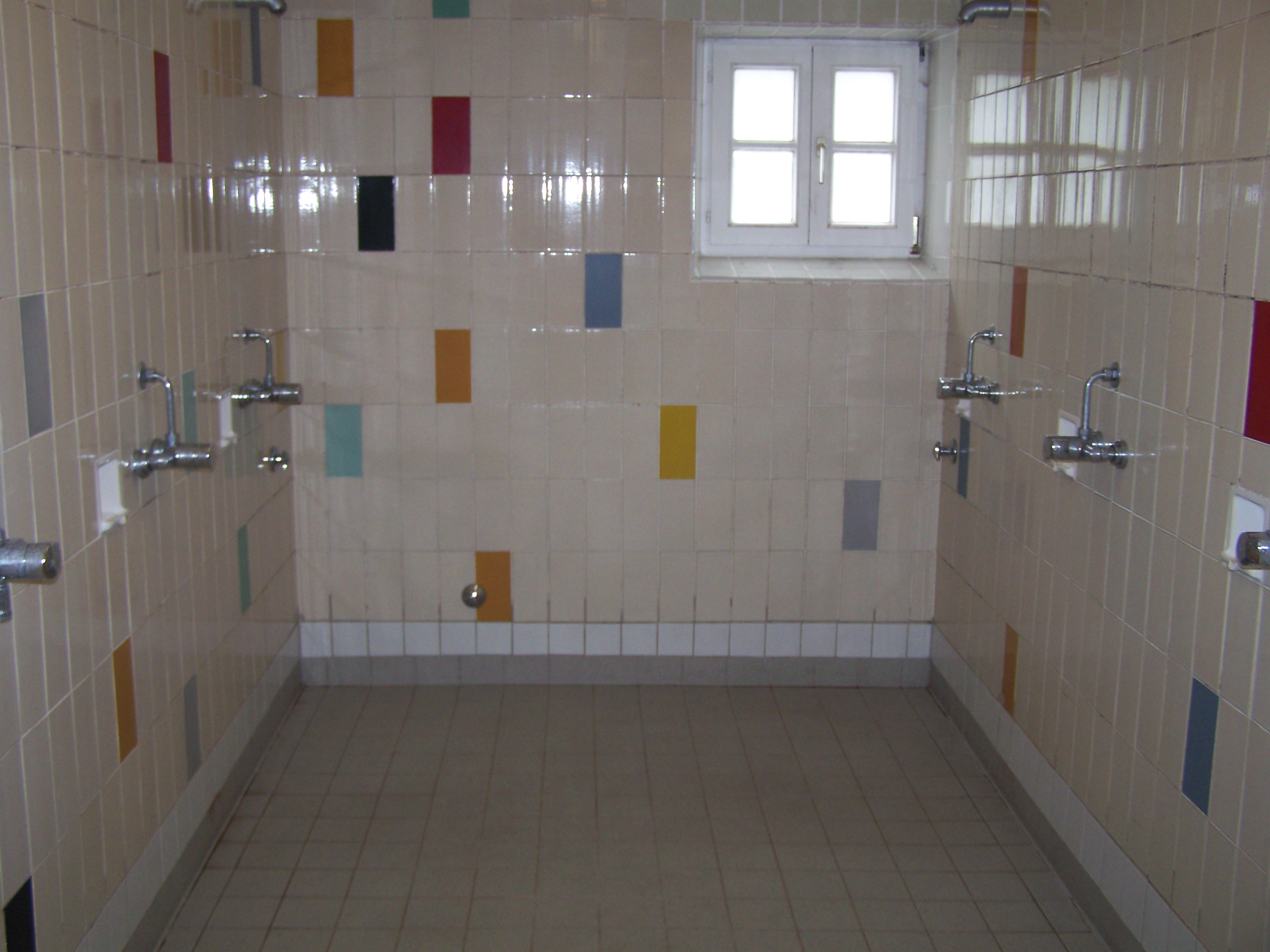
Dusche der Gastmannschaft (2010)

Bereits im zweiten Heimspiel der Bayernligasaison 1982/83 wurde gegen die SpVgg Unterhaching, die in dieser Spielzeit ihre Heimspiele ebenfalls im Stadion an der Grünwalder Straße austrug, ein neuer Zuschauerrekord für die Amateuroberliga aufgestellt, 28.000 Zuschauer erlebten die 0:2-Niederlage des TSV 1860 vor Ort. Beim Spiel gegen Schweinfurt 05 am 25. September 1982 gab es Ausschreitungen, bei denen aufgebrachte Fans Umzäunungen niederdrückten und den Schiedsrichter jagten, der schwere Verletzungen davontrug. Der Sachschaden betrug 50.000 DM. Es wurde ein neuer Zaun aufgestellt, der im oberen Bereich abgeschrägt war, wodurch das Übersteigen erschwert wurde. Der TSV 1860 erhielt eine Platzsperre für zwei Heimspiele. Als es später erneut zu Ausschreitungen kam, wurde im Dezember 1982 vom Kreisverwaltungsreferat ein Alkoholverbot im Grünwalder Stadion verhängt. Als sich der TSV 1860 1984 für die Aufstiegsrunde zur 2. Bundesliga qualifiziert hatte, wich er für die beiden Spiele gegen den VfR Bürstadt und den FC 08 Homburg aufgrund des erwarteten hohen Zuschauerinteresses erneut ins Olympiastadion aus. Beim Spiel gegen Homburg wurde dort mit 38.000 Zuschauern ein neuer Zuschauerrekord für die Amateuroberligen aufgestellt.
In den folgenden Jahren lagen die Zuschauerzahlen im Stadion an der Grünwalder Straße zwar mitunter nur im dreistelligen Bereich, aber auch fünfstellige Zahlen blieben keine Seltenheit. Die Löwen rangierten in der Bayernliga stets an der Spitze der Zuschauertabelle. Einige Mannschaften in der Bayernliga trugen eigentliche Heimspiele gegen den TSV 1860 im Stadion an der Grünwalder Straße aus. Vertreter des FC Wacker, der SpVgg Unterhaching, des TSV Großhadern, des TSV Eching und der SpVgg Starnberg freuten sich über höhere Zuschauerzahlen und damit auch Einnahmen, der TSV 1860 war nur mehr Gast im ehemals eigenen Stadion. Ab 1988 gab es eine weitere Heimmannschaft, denn der SV Türk Gücü München trug seine Spiele nach dem Bayernligaaufstieg bis 1992 im Stadion an der Grünwalder Straße aus. Die Amateure des FC Bayern mussten in diesen vier Jahren im Dantestadion spielen. Am 5. November 1989 fand nach einigen Jahren wieder ein Zweitligaspiel auf Giesings Höhen statt. Die SpVgg Unterhaching verlegte ihr Heimspiel gegen Schalke 04 ins Stadion an der Grünwalder Straße.
Am letzten Spieltag der Saison 1989/90 verpasste 1860 durch ein 3:3 gegen den direkten Konkurrenten 1. FC Schweinfurt 05 den Zweitligaaufstieg nur knapp. Erneut war die zugelassene Höchstzuschauerzahl überschritten worden, über 32.000 Zuschauer hatten das Spiel im Stadion verfolgt.

### Rückkehr in den Profifußball und verworfene Ausbaupläne

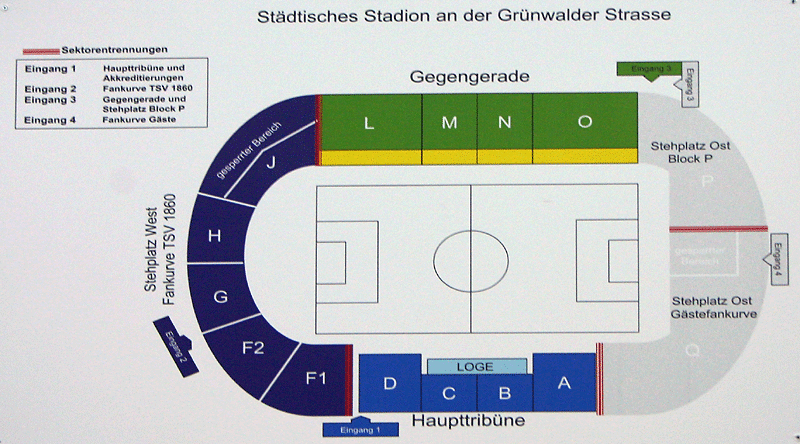
Übersichtsplan 2004/2005

Bis 1991 waren am Stadion nur notwendige Reparaturen durchgeführt worden. Mitte der 1980er Jahre war auch der Schriftzug Städtisches Stadion an der Grünwalder Straße über den Kassen im Nordosten angebracht worden. Ein Abschnitt im Norden der Ostkurve mit 524 Stehplätzen musste dagegen gesperrt werden, da die Standsicherheit der Betonkonstruktion nicht mehr gewährleistet werden konnte, ein Sanierungsplan wurde nicht ausgeführt. Nach dem Aufstieg des TSV 1860 in die 2. Bundesliga im Sommer 1991 mussten die im Vergleich zur Bayernliga strengen Sicherheitsauflagen erfüllt werden. Dazu wurden die Blöcke im Stadion neu aufgeteilt, in den Kurven wurden die neuen Blöcke zusätzlich durch 2,20 Meter hohe Stahlgitterzäune voneinander getrennt. Die neue Blockaufteilung gilt in groben Zügen bis heute.
Der TSV 1860 drängte bald auf eine Sanierung und Ausbau des mittlerweile nur noch für 29.766 Zuschauer zugelassenen Stadions. Nachdem Bayern Münchens Manager Uli Hoeneß im Sommer 1991 jedoch erstmals davon sprach, ein gänzlich neues Stadion zu bauen, wurden die 2,4 Millionen DM teuren Planungen wieder zurückgestellt. Lediglich über den Ausbau der Ostkurve wurde weiter nachgedacht, als sich im Lauf der Spielzeit aber der sofortige Wiederabstieg der Sechzger abzeichnete, wurden auch diese Planungen wieder verworfen. Als 1860 nach nur einem Jahr in der Bayernliga wieder aufgestiegen war, wurden die Pläne wieder konkreter. Der 1860-Präsident Karl-Heinz Wildmoser ließ Pläne für eine zweistöckige Tribüne in der Ostkurve erstellen. Im September 1993 genehmigte der Stadtrat einen Zuschuss von 2,66 Millionen DM. Den Rest der kalkulierten sechs Millionen DM Baukosten wollte der TSV 1860 selbst aufbringen. Dazu sollte das Stadion dem Verein durch ein unentgeltliches Erbbaurecht übertragen werden. Nach der Ostkurve wollte Wildmoser Schritt für Schritt eine neue Haupttribüne und die Überdachung der Westkurve verwirklichen. Das bis zu 25 Millionen DM teure Projekt kam allerdings niemals auch nur in die Planungsphase.
Als sich der TSV 1860 im Lauf der Saison im oberen Drittel der Zweitligatabelle festsetzen konnte und die Rückkehr in die Bundesliga näher rückte, änderte Wildmoser seine Meinung in der Stadionfrage. Nach dem geglückten Aufstieg trugen die Löwen in der Bundesligaspielzeit 1994/95 bereits vier Spiele im Olympiastadion aus, die sie jedoch alle verloren. Von den restlichen 13 Heimspielen, die im Stadion an der Grünwalder Straße ausgetragen wurden, verlor 1860 nur zwei, was entscheidend zum Klassenerhalt beitrug. Dennoch stimmte eine außerordentliche Delegiertenversammlung des TSV 1860 am 30. Mai 1995 dem Vorschlag Wildmosers zu, endgültig ins Olympiastadion umzuziehen. Am 3. Juni 1995 fand mit dem Spiel gegen den 1. FC Kaiserslautern das letzte Bundesligaspiel auf Giesings Höhen statt.
Ein Jahr zuvor war eine neue Sportart im Stadion ausgetragen worden. Munich Thunder war der Versuch, eine im Gegensatz zu den Munich Cowboys professionelle American-Football-Mannschaft zu etablieren. In der Central Conference der Football League of Europe stand die Mannschaft am Ende auf dem ersten Platz, sie scheiterte jedoch am Anschluss im Meisterschafts-Halbfinale. Nach dieser einen Spielzeit wurde der Verein wieder aufgelöst.
Die Amateure des FC Bayern München hatten das Stadion ab Sommer 1995 aber nicht für sich allein. Auch die Amateurmannschaft des TSV 1860 spielte nun dort, seit Sommer 1996 auch die A-Junioren der beiden Vereine. Vorübergehend spielte auch der Bezirksligist FC Phönix im Stadion an der Grünwalder Straße und im Frühjahr 2002 kam der aus dem SV Türk Gücü entstandene Türk SV München für einige Spiele nach Giesing zurück. Aber auch die erste Mannschaft des TSV 1860 kam wieder zurück ins Stadion an der Grünwalder Straße, 1996 und 2002 trugen sie hier drei UI-Pokal-Spiele aus.
Am 15. Juni 1997 füllten 5000 Menschen die Gegengerade; der Anlass war jedoch nicht sportlicher Natur. Zum Festakt der Einweihung des nahegelegenen islamischen Kulturzentrums in der Martin-Luther-Straße hatten sich Münchner Muslime im Stadion versammelt.
2000 stellte Manfred Schwabl, der in seiner aktiven Zeit sowohl für Bayern München als auch für 1860 gespielt hatte, ein Grobkonzept einer neuen Löwenarena vor. Die Führung des TSV 1860 lehnte diese Pläne jedoch ab und forcierte den Bau der Allianz Arena gemeinsam mit dem FC Bayern.
Als der TSV 1860 2004 aus der Bundesliga abgestiegen war und der Umzug in die neue Allianz Arena im Sommer 2005 lange feststand, kehrten die Löwen für eine letzte Saison ins Stadion an der Grünwalder Straße zurück. Für 800.000 Euro wurde das Stadion den Sicherheitsbestimmungen der 2. Bundesliga angepasst. Da ein Teil der Westkurve bereits seit 2002 wegen Baufälligkeit gesperrt war, betrug die genehmigte Kapazität nur mehr 21.272 Zuschauer. Wie in der Spielzeit 1994/95 wurden jedoch nicht alle Spiele im Grünwalder Stadion ausgetragen. Sechs Spiele fanden im Olympiastadion statt, elf Ligaspiele und ein Pokalspiel im Stadion an der Grünwalder Straße. Am 22. Mai 2005 fand zum letzten Mal ein Zweitligaspiel auf Giesings Höhen statt. Der TSV 1860 verabschiedete sich mit einem 3:4 gegen LR Ahlen von dem Stadion, in dem er den Großteil seiner Fußballgeschichte verbracht hatte.

## Das dritte Stadion in München

### Erneute Abrissgedanken
Nach Eröffnung der Allianz Arena war das Stadion an der Grünwalder Straße nur noch das drittgrößte Stadion Münchens. Im Gegensatz zum Olympiastadion wurde hier aber auch weiter Fußball gespielt. Im Juli 2006 regte der Sportausschuss des Münchner Stadtrats mit Verweis auf die nach seiner Ansicht zu hohen Kosten für den Unterhalt den Abriss des Stadions an. Bis zur endgültigen Beendigung des Spielbetriebs nach der Spielzeit 2009/10 sollten nur noch die nötigsten Instandhaltungsarbeiten durchgeführt werden. Für die Nachwuchsmannschaften des TSV 1860 und des FC Bayern sollten bis dahin neue Spielstätten gefunden werden. 2008 stellte die Stadt jedoch zur Verbesserung der Sicherheit und für kleinere bauliche Änderungen Mittel in Höhe von ca. 800.000 Euro zur Verfügung, damit das Stadion die Zulassung zur 3. Liga, in der die zweite Mannschaft des FC Bayern seit 2008 spielte, erhalten konnte. Im Zuge der Umbaumaßnahmen wurde im Sommer 2008 die zugelassene Stadionkapazität auf 10.240 Plätze verringert, 5.740 davon sind Sitzplätze.

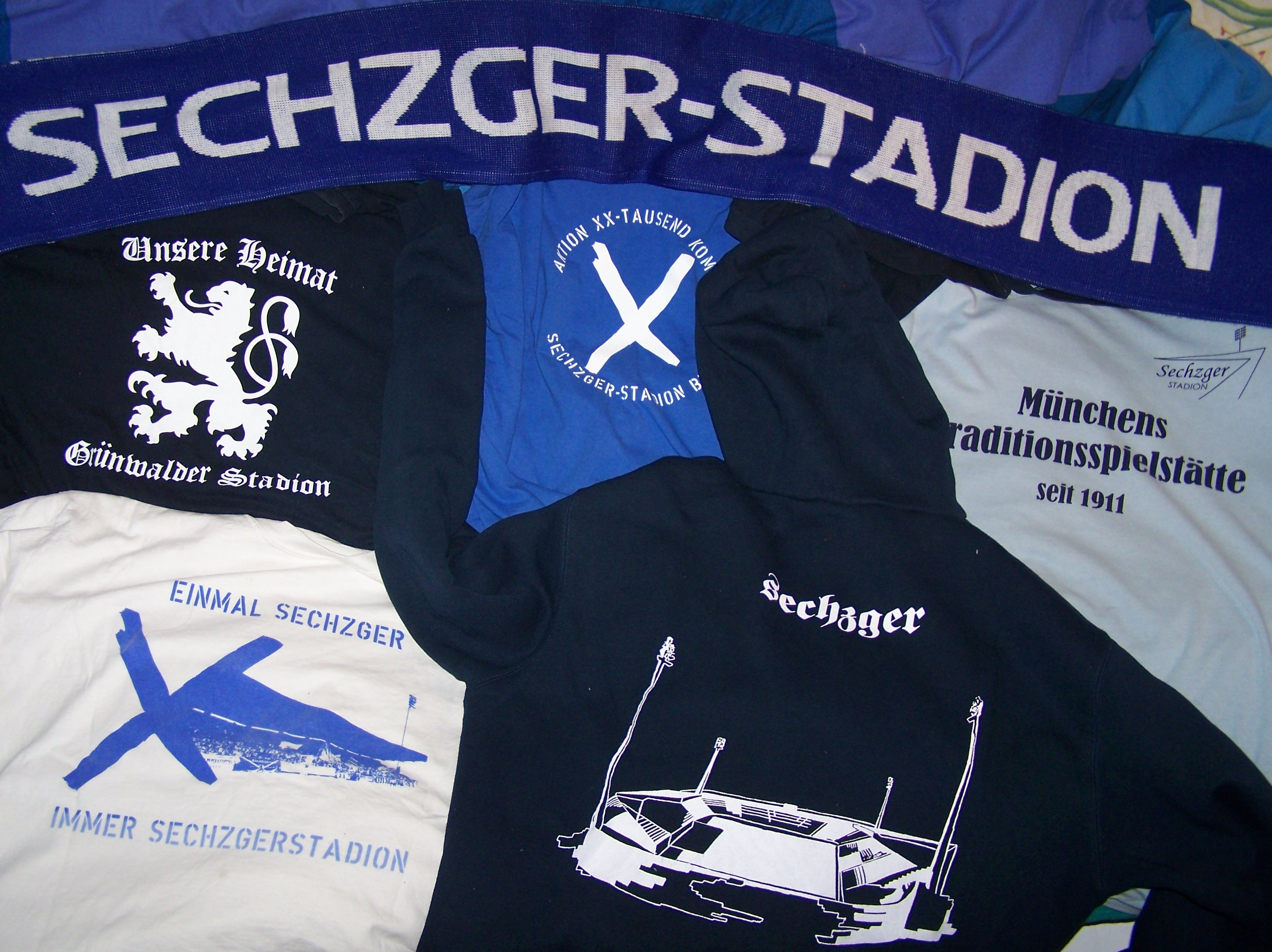
Einige Artikel aus der Stadionkollektion der Freunde des Sechz’ger Stadions

Viele Fans und Anwohner befürworteten trotz des angedachten Abrisses den Erhalt des Stadions, auch die beiden betroffenen Bezirksausschüsse sprachen sich dafür aus. 1996 wurde der Verein Freunde des Sechz’ger Stadions e. V. (FDS) gegründet, der sich seitdem für den Fortbestand des Stadions engagiert. 2002 wollte die Wählergruppe Sechzgerstadion an den Kommunalwahlen teilnehmen, scheiterte jedoch an den Zulassungsbeschränkungen, da sie die benötigten 1.000 Unterstützungsunterschriften nicht erhielt. Auch der TraditionsSportVerein Weiss-Blau Sechzgerstadion e. V., der 2003 ins Leben gerufen wurde und in der A-Klasse München spielte, setzte sich für das Stadion ein.
Vor allem Anhänger des TSV 1860 machten sich für den Erhalt des Stadions stark. Zum vorletzten Heimspiel der Regionalligasaison 2006/07 organisierten sie die Aktion X-Tausend. Ziel der Aktion war einerseits die Unterstützung der zweiten Mannschaft der Münchner Löwen, man wollte aber auch ein Zeichen für den „Erhalt dieser Kultstätte“ setzen. Statt der bis dahin üblichen 500 bis 1.000 Zuschauer fanden sich beim Spiel gegen den SV Wehen 7.003 Zuschauer im Grünwalder Stadion ein. Zu den Nachfolgeaktionen XX-Tausend und XXX-Tausend beim jeweiligen letzten Heimspiel der Spielzeiten 2007/08 und 2008/09 kamen jeweils über 10.000 Zuschauer auf Giesings Höhen.
Die Profis des TSV 1860 trugen von 2008 bis 2010 unter der Bezeichnung „Giesinger Heimatabend“ ein Saisonvorbereitungsspiel gegen einen namhaften Gegner im Sechzgerstadion aus. 2008 gewannen die Löwen 1:0 gegen den 1. FC Kaiserslautern, 2009 wurde RCD Mallorca ebenfalls mit 1:0 besiegt. 2010 spielte man 1:1 gegen den späteren Deutschen Meister aus Dortmund.

### Sanierung für die 3. Liga

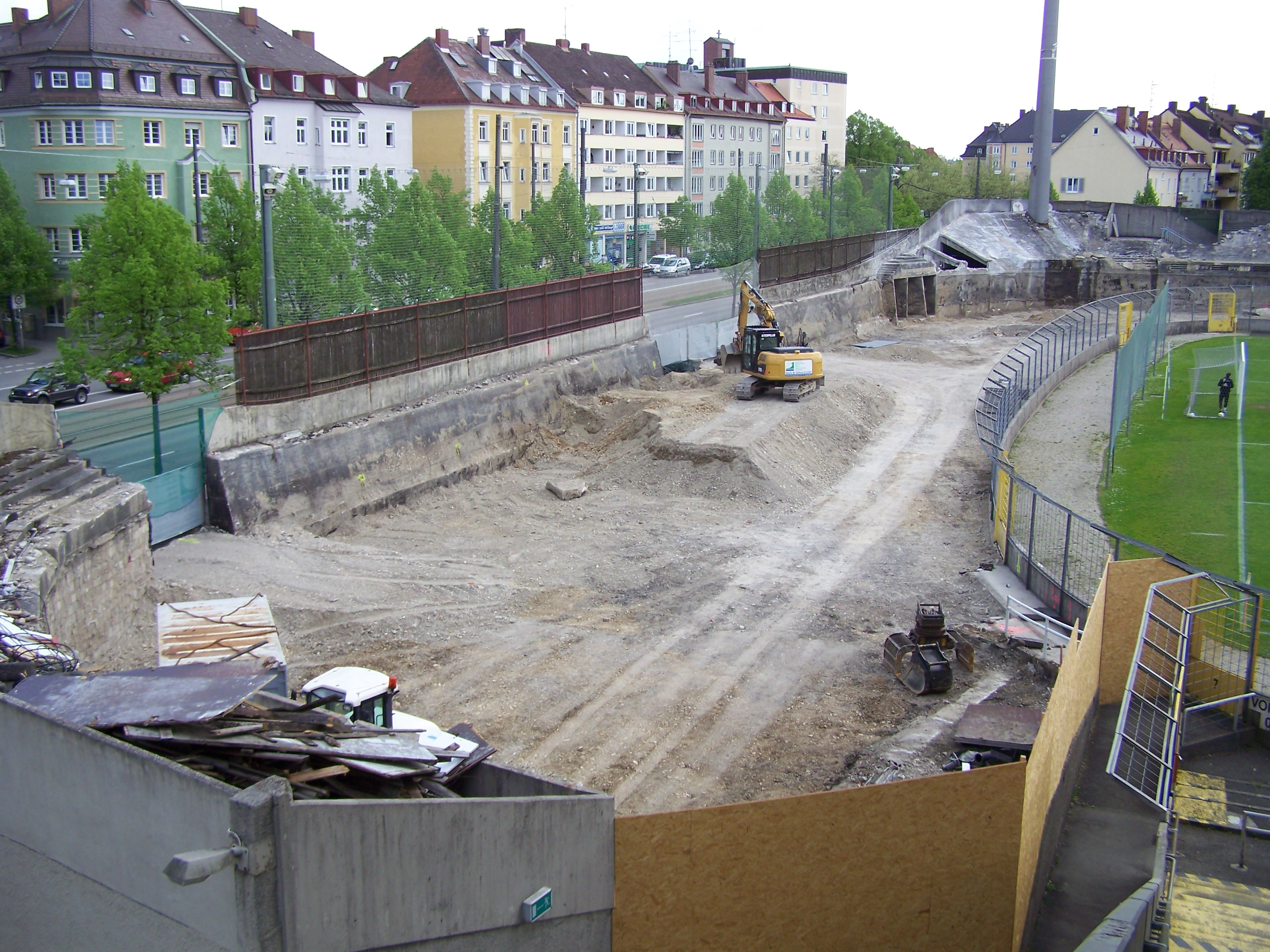
Abriss der Ostkurve (Mai 2012)

Im Dezember 2009 beschloss der Münchner Stadtrat, das Stadion für 10,28 Millionen Euro drittligatauglich zu sanieren. Neben den Zweitvertretungen der beiden Münchner Vereine sollte in Zukunft auch das Frauenteam des FC Bayern im künftig 12.500 Zuschauer fassenden Grünwalder Stadion spielen. Erst- und Zweitligaspiele der Männermannschaften schloss der Stadtrat mit seiner Entscheidung für die Zukunft aus. Eine vom TSV 1860 vorgelegte Machbarkeitsstudie zu einem bundesligatauglichen Umbau des Stadions mit einem Fassungsvermögen von 30.000 Zuschauern wurde abgelehnt. Ein Teil der Fans des TSV 1860 aber sah weiterhin in der Rückkehr in ein ausgebautes Sechzgerstadion die einzige Möglichkeit des dauerhaften Fortbestandes des professionellen Fußballs im Verein.

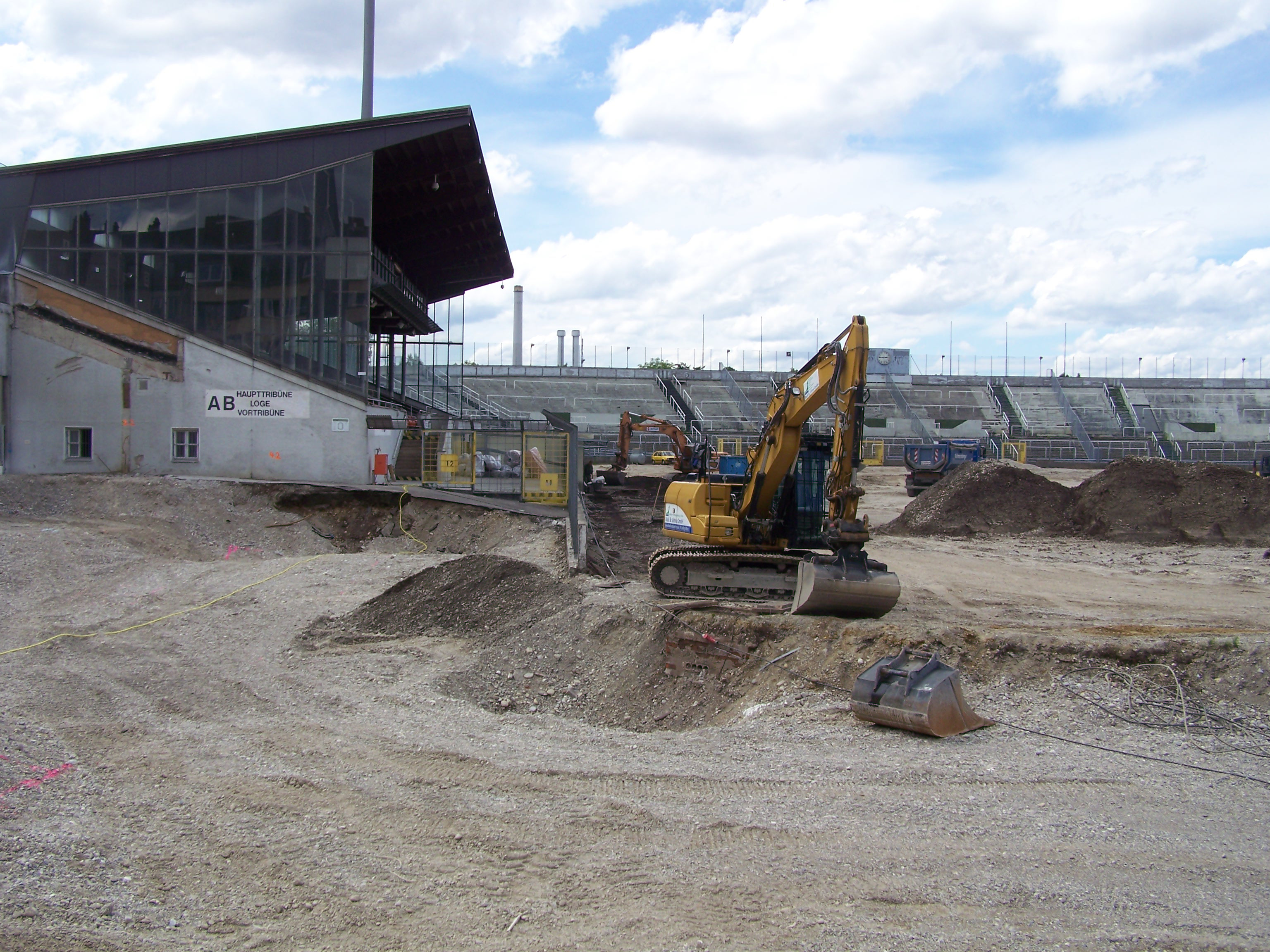
Das Stadion Anfang Juli 2012

Im Sommer 2010 wurden die Vortribünen vor West- und Ostkurve sowie vor der Gegengeraden entfernt. Die Mehrzahl der Maßnahmen wurde von Frühjahr 2012 bis 2013 durchgeführt, das Stadion war in diesem Zeitraum für den Spielbetrieb gesperrt. Als teuerste Maßnahme war die Sanierung des Mauerwerks und der Betonbauten in Höhe von 2,88 Mio. Euro angesetzt. Die Erneuerung des Spielfelds mit Einbau einer Rasenheizung war mit 2,2 Mio. Euro veranschlagt. Für die Erneuerung der Betonstufen in Ost- und Westkurve waren 720.000 Euro geplant. Maßnahmen in der Haupttribüne, den WC-Anlagen und bei der technischen Ausstattung sollten jeweils rund 500.000 Euro kosten. Die Beleuchtungsleistung wurde auf 1.200 Lux erhöht, damit wieder Live-Übertragungen möglich sind. Das ganze Stadion sollte behindertengerechter gestaltet werden. Die Haupttribüne wurde komplett entkernt. Im Inneren entstanden größere Umkleiden und Duschräume sowie Presse- und Medienräume. Eine neue Stadiongaststätte wurde im Oberrang der südlichen Ostkurve errichtet und kann nach Bedarf auch als VIP-Raum genutzt werden.

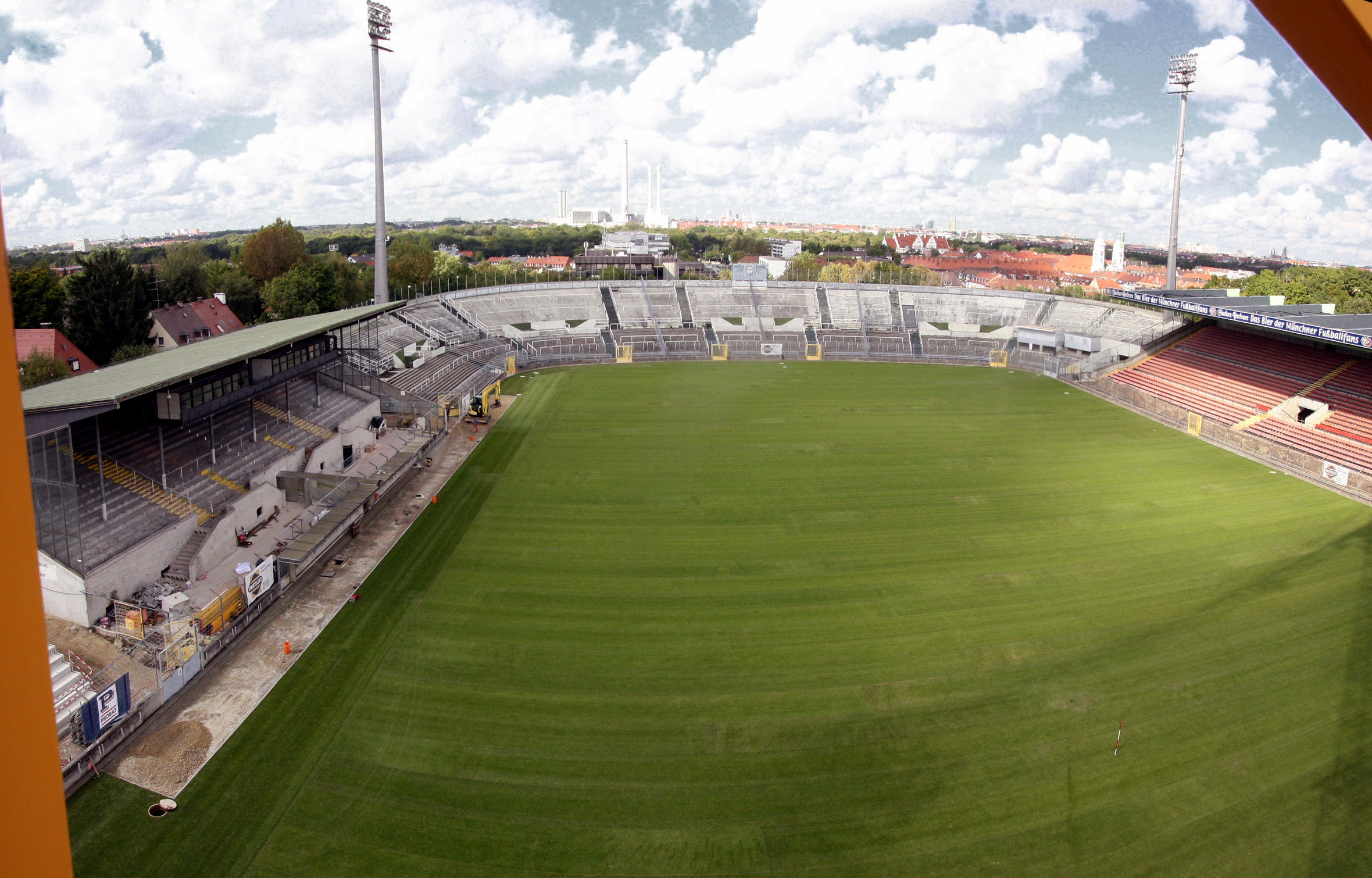
Das Stadion im September 2012, mit neu verlegtem Rasen

Mit Abschaltung der Stromzufuhr der Fluchtlichtmasten im März 2012 wurde mit den Baumaßnahmen begonnen. Der noch laufende Spielbetrieb wurde hierdurch insofern eingeschränkt, als dass keine Abendspiele mehr stattfinden konnten. Ab April wurde die Ostkurve abgerissen, die Baumaßnahmen im Innern des Stadions begannen einen Tag nach dem letzten Heimspiel der A-Jugend der Sechzger am 20. Mai. Aufsehen erregte während der Arbeiten der Fund eines Blindgängers aus dem Zweiten Weltkrieg, der unter dem Strafraum vor der Ostkurve lag.
Da das Stadion während der Hauptphase des Umbaus nicht genutzt werden konnte, trugen Bayern II und 1860 II in der Saison 2012/13 ihre Spiele hauptsächlich in den Münchner Vororten Heimstetten beziehungsweise Ismaning aus. Am 24. Juli 2013 fand das erste Spiel nach dem Umbau statt. In einer Partie der seit 2012 bestehenden Regionalliga Bayern besiegte der Meister der Vorsaison 1860 München II dabei den bayerischen Amateurmeister FV Illertissen. Zu den Amateurderbys, die seitdem im Grünwalder Stadion stattfanden, kamen zumeist jeweils über 10.000 Zuschauer.
Seit der TSV 1860 München mit dem Absturz in die vierte Liga ins Stadion an der Grünwalder Straße zurückkehrte, änderte sich die Situation des Stadions erneut. Im November 2017 hat der Sportausschuss des Stadtrats die Erweiterung der Zuschauerkapazität auf 15.000 Zuschauer beschlossen. Damit wird die Westtribüne wieder vollständig nutzbar sein, ein zeitgemäßes Erscheinungsbild erhalten und sicherheitstechnische Anforderungen erfüllen.
Die Münchner SPD beantragte Mitte Juli 2018 die Prüfung eines weiteren Ausbaus des Stadions auf 18.600 Plätze. Auch soll das maximale Fassungsvermögen der Spielstätte in Erfahrung gebracht werden. Im grün-roten Koalitionsvertrag, der nach der Kommunalwahl 2020 beschlossen wurde, ist der Ausbau des Stadions verankert.
Zur Rückrunde der Regionalligaspielzeit 2019/20 zog Türkgücü München ins Stadion an der Grünwalder Straße um, dafür tragen die FC Bayern Frauen seitdem ihre Spiele im vereinseigenen Campus in Freimann aus. Aufgrund der Saisonunterbrechung wegen der COVID-19-Pandemie bestritt Türkgücü allerdings kein Regionalligaheimspiel mehr. Nach dem erneuten Aufstieg nutzte Türkgücü München in der Spielzeit 2020/21, die größtenteils ohne Zuschauer durchgeführt wurde, das Stadion an der Grünwalder Straße für zwölf und das Olympiastadion für acht Pflichtspiele. Die ersten vier Liga-Heimspiele der Saison 2021/22 und das Erstrundenspiel im DFB-Pokal 2021/22 trug Türkgücü noch am Stadion an der Grünwalder Straße aus, da im Olympiastadion wieder eine Rasenheizung eingebaut wurde. Die restlichen 11 Heimspiele bis zur Einstellung des Spielbetriebs im März 2022 fanden danach im Olympiastadion statt. Ab der Saison 2022/23 ging Türkgücü wieder in der Regionalliga Bayern an den Start und bekam die Austragung von 12 Heimspielen an der Grünwalder Straße zugesichert. Weitere Spiele wurden – wie in der Saison 2023/24 im Sportpark Heimstetten ausgetragen. Zur Saison 2024/25 zog Türkgücü aus dem Stadion aus, da die drittklassig spielenden Frauen des FFC Wacker München den Vorzug bekamen.

## Liste der Mannschaften, die das Stadion längerfristig genutzt haben
Hier sind die Mannschaften aufgelistet, die das Stadion länger als ein Jahr am Stück genutzt haben. Auch während der Hauptnutzungszeit dieser Mannschaften wurden jedoch mehrere Spiele in anderen Stadien oder auf Sportplätzen ausgetragen, beispielsweise weil das Stadion gesperrt war (1916–17, 1943–45, 2012–13), oder Spiele aus Sicherheitsgründen anderswo stattfinden mussten. Mannschaften, die heute noch im Stadion an der Grünwalder Straße spielen, sind kursiv hervorgehoben.
- 1860 München: 1911–72, 1973–95 (unregelmäßiger Wechsel zwischen Grünwalder Stadion und Olympiastadion), 2004–05, seit 2017
- Bayern München: 1922–25 (einzelne Spiele), 1925–72
- Wacker München: 1925–43, 1947–48, 1970, 1972–73, danach bis 1986 sieben weitere Spiele, seit 2024
- SpVgg Unterhaching: 1982–1983, acht weitere Spiele bis 1990
- Türk Gücü München: 1988–92, danach bis 2002 einzelne Spiele
- Bayern München Amateure/II: seit 1975, von 1988 bis 1994 nur einzelne Spiele
- 1860 München Amateure/II: 1995–2017
- Bayern München A-Junioren: 1996–2011, außer 2004/05, danach einzelne Spiele der UEFA Youth League
- 1860 München A-Junioren: 1996–2017, außer 2004/05
- FC Bayern München Frauen: mehrere Meisterschaftsendspiele von 1979 bis 1983, 2013–2019
- Türkgücü München: 2020–2021, 2022–2024 (im Wechsel mit dem Olympiastadion bzw. dem Sportpark Heimstetten)

## Liste von Länder- und Auswahlspielen
| Mannschaft                 | Gegner                            | Ergebnis  | Datum             | Anlass                         | Zuschauer |
| -------------------------- | --------------------------------- | --------- | ----------------- | ------------------------------ | --------- |
| A-Nationalmannschaft       | Schweiz                           | 2:3       | 12. Dezember 1926 | Freundschaftsspiel             | 35.000    |
| A-Nationalmannschaft       | Finnland                          | 6:0       | 18. August 1935   | Freundschaftsspiel             | 35.000    |
| A-Nationalmannschaft       | Bulgarien                         | 7:3       | 20. Oktober 1940  | Freundschaftsspiel             | 35.000    |
| A-Nationalmannschaft       | Kombination FC Bayern/BC Augsburg | 3:2       | 3. Januar 1962    | Freundschaftsspiel             | 20.000    |
| Amateur-Nationalmannschaft | Österreich                        | 2:0       | 8. Juni 1952      | Freundschaftsspiel             | 35.000    |
| Amateur-Nationalmannschaft | Schottland                        | 4:1       | 21. Mai 1956      | Freundschaftsspiel             | 22.000    |
| Amateur-Nationalmannschaft | Bulgarien                         | 3:1       | 7. September 1971 | Freundschaftsspiel             | 4.000     |
| B-Nationalmannschaft       | Österreich                        | 4:0       | 6. März 1957      | Freundschaftsspiel             | 45.000    |
| B-Nationalmannschaft       | bayerische Vertragsspielerauswahl | 2:2       | 21. Oktober 1961  | Freundschaftsspiel             | 15.000    |
| Olympiamannschaft          | Auswahl Südbayern                 | 3:1       | 6. Januar 1928    | Freundschaftsspiel             |           |
| Olympiamannschaft          | FC Cowdenbeath                    | 4:2       | 6. Mai 1928       | Freundschaftsspiel             | 27.000    |
| Auswahl Süddeutschland     | Mitteldeutschland                 | 3:1       | 28. März 1926     | Kampfspielpokal, Viertelfinale | 25.000    |
| Auswahl Süddeutschland     | Norddeutschland                   | 2:2       | 2. Oktober 1949   | Freundschaftsspiel             | 40.000    |
| Auswahl Süddeutschland     | Zentralungarn                     | 3:3       | 2. November 1960  | Freundschaftsspiel             | 58.000    |
| Auswahl Bayern             | Glasgow Rangers                   | 2:1       | 31. Mai 1933      | Freundschaftsspiel             | 30.000    |
| Auswahl Bayern             | Nordhessen                        | 6:2       | 16. Juli 1933     | Adolf-Hitler-Pokal, Halbfinale | 10.000    |
| Auswahl Bayern             | Berlin-Brandenburg                | 6:1       | 6. August 1933    | Adolf-Hitler-Pokal, Finale     | 30.000    |
| Auswahl Bayern             | Schlesien                         | 4:0       | 27. Oktober 1935  | Reichsbundpokal, Achtelfinale  | 10.000    |
| Auswahl Bayern             | Sachsen                           | 2:1 n. V. | 5. Februar 1939   | Reichsbundpokal, Halbfinale    | 18.000    |
| Auswahl Bayern             | Württemberg                       | 3:0       | 3. Dezember 1939  | Reichsbundpokal, Achtelfinale  | 7.000     |
| Auswahl Bayern             | Ostmark                           | 2:0       | 19. Mai 1940      | Reichsbundpokal, Halbfinale    | 18.000    |
| Auswahl Bayern             | Niedersachsen                     | 6:2       | 22. Januar 1950   | Länderpokal, Halbfinale        | 30.000    |
| Amateur-Auswahl Bayern     | Niederrhein                       | 8:1       | 7. März 1953      | Länderpokal, Halbfinale        | 10.000    |
| Amateur-Auswahl Bayern     | Niedersachsen                     | 1:0       | 28. März 1954     | Länderpokal, Halbfinale        | 10.000    |
| Amateur-Auswahl Bayern     | Nordbaden                         | 1:0       | 23. Februar 1974  | Länderpokal, Gruppenspiel      | 500       |
| Amateur-Auswahl Bayern     | Auswahl Bezirksliga Oberbayern    | 1:1       | 15. Januar 1980   | Freundschaftsspiel             | 50        |
| Amateur-Auswahl Bayern     | TSV 1860 München                  | 1:2       | 22. April 1980    | Freundschaftsspiel             | 350       |

## Das Stadion als Filmkulisse
Neben der Sportberichterstattung fand das Stadion auch weitere Wege auf den Fernsehbildschirm. Schon 1950 diente es als Schauplatz für den Spielfilm Der Theodor im Fußballtor, in dem neben den Hauptdarstellern Theo Lingen, Josef Meinrad und Hans Moser auch die Spieler des TSV 1860 mitwirkten. Monty Python drehten 1972 im Stadion an der Grünwalder Straße ihren Sketch Fußballspiel der Philosophen für die zweite Folge von Monty Pythons fliegender Zirkus. Beim Aufstiegsrundenspiel der Löwen gegen den Freiburger FC am 2. Juni 1984 wurde eine Szene des Films Zwei Nasen tanken Super gedreht. Im Spielfilm Zum Sterben schön aus dem Jahr 1997 spielte das Stadion eine wichtige Rolle, ebenso im 2001 gedrehten Kurzfilm Wichtig ist auf'm Platz. Auch der Dokumentarfilm Lokalderby – Eine Stadt im Fußballfieber über das Münchner Stadtderby thematisierte 1997 die Spielstätte. Seitdem diente das Stadion weiter als Kulisse, zum Beispiel für die Episode Sand im Getriebe der Fernsehserie Um Himmels Willen, dem Kurzfilm Abseits, für die Folgen Die Hölle bin ich und Ausnahmezustand der ZDF-Samstagskrimi München Mord, für die Folge Sprachlos der BR-Serie Himmel, Herrgott, Sakrament, einigen Werbespots des DSF und sky oder Aufnahmen für den Playboy.

## Anbindung
Aufgrund der innerstädtischen Lage gibt es vergleichsweise wenig Parkmöglichkeiten rund um das Stadion. In den zuschauerreichen 1960er Jahren stellten die Firmen Osram und Agfa an Spieltagen ihre Firmenparkplätze zur Verfügung, was aber den nötigen Bedarf bei weitem nicht decken konnte.
Dafür hat das Stadion heute eine sehr gute Anbindung an den Öffentlichen Personennahverkehr. Die Trambahnlinie 25 führt auf der Grünwalder Straße am Stadion vorbei, die Haltestellen Tegernseer Landstraße und Wettersteinplatz sind nur wenige Meter vom Stadion entfernt. Die U1 ist über die Haltestellen Candidplatz und Wettersteinplatz in kurzer Zeit erreichbar. Darüber hinaus bietet die einige Gehminuten entfernte Haltestelle Silberhornstraße Zugang zur U2. Die MetroBuslinie 54 und der ExpressBus X30 halten am Candidplatz und an der Tegernseer Landstraße.

## Literatur

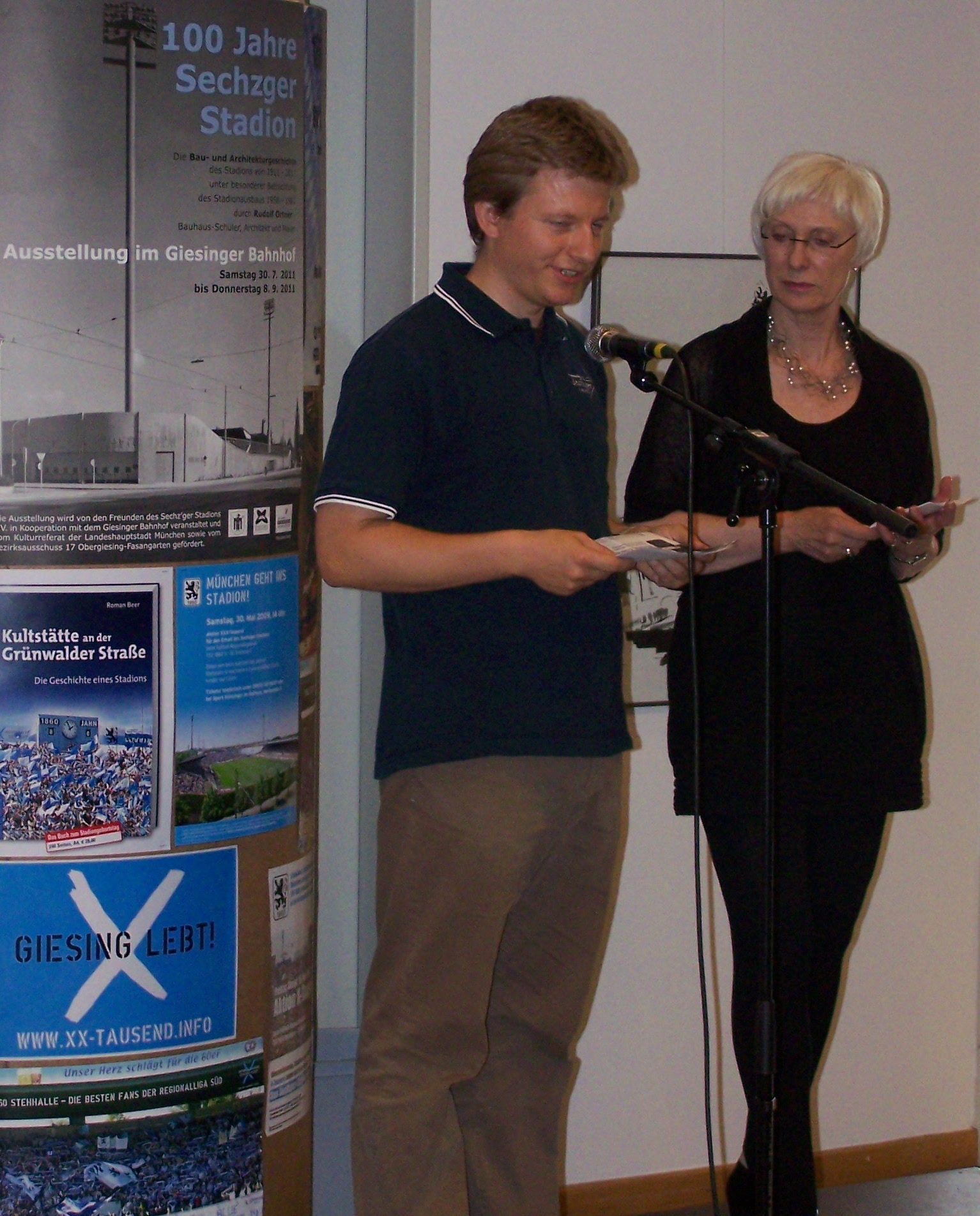
Roman Beer (Buchautor und Vorsitzender der FDS) & Monika Ortner-Bach (Tochter von Rudolf Ortner) auf der Ausstellung „100 Jahre Sechzgerstadion“ im Sommer 2011